# Skisprung-Weltcup 2018/19
Der Skisprung-Weltcup 2018/19 war die wichtigste vom Weltskiverband FIS ausgetragene Wettkampfserie der Saison im Skispringen. Der Weltcup der Männer wurde vom 17. November 2018 bis zum 24. März 2019 ausgetragen. Der Weltcup der Damen wurde vom 30. November 2018 bis zum 24. März 2019 ausgetragen.

## Herren

### Teilnehmende Nationen
Es nahmen Springer aus 18 Nationen am Weltcup der Männer teil.
| Europa (13 Nationen)                                                             | Europa (13 Nationen)                                               |
| -------------------------------------------------------------------------------- | ------------------------------------------------------------------ |
| - Bulgarien - Deutschland - Estland - Finnland - Frankreich - Italien - Norwegen | - Österreich - Polen - Russland - Schweiz - Slowenien - Tschechien |
| Asien (3 Nationen)                                                               |                                                                    |
| - Japan - Kasachstan                                                             | - Südkorea                                                         |
| Nordamerika (2 Nationen)                                                         |                                                                    |
| - Kanada                                                                         | - Vereinigte Staaten                                               |

### Weltcup-Übersicht
Mitte Mai 2018 gab die FIS den vorläufigen Weltcup-Kalender bekannt. Die Wettbewerbe in Liberec (Tschechien) wurden später ins italienische Val di Fiemme verlegt. Die Wettbewerbe in Titisee-Neustadt wurden wegen zu warmen Wetters Anfang Dezember abgesagt.
Eine Neuerung der Saison waren an den Skiern der Springer befestigte Sensoren, die während des Sprungs Daten erheben. Diese messen etwa Geschwindigkeiten (beim Absprung, 20 Meter nach dem Absprung und bei der Landung) und den Kniewinkel am Schanzentisch, der Auskunft über die Pünktlichkeit des Absprungs gibt. Die Nutzung der Sensoren war freiwillig, erstmals wurden sie beim Weltcup-Wochenende in Engelberg eingesetzt. Einige der Daten wurden den Fernsehzuschauern bei den Übertragungen der Wettbewerbe mithilfe von Einblendungen gezeigt. Mithilfe dieser Daten soll sowohl das Training der Skispringer verbessert, als auch die Transparenz für das Publikum erhöht werden.
| Datum                                                                        | Austragungsort                | Schanze                            | Bemerkung                     | Sieger                                                                          | Zweiter                                                                      | Dritter                                                                  | Gelbes Trikot   |
| ---------------------------------------------------------------------------- | ----------------------------- | ---------------------------------- | ----------------------------- | ------------------------------------------------------------------------------- | ---------------------------------------------------------------------------- | ------------------------------------------------------------------------ | --------------- |
| 17.11.2018                                                                   | Wisła                         | Malinka HS134                      | Team Nacht                    | PolenPiotr Żyła Jakub Wolny Dawid Kubacki Kamil Stoch                           | DeutschlandKarl Geiger Markus Eisenbichler Stephan Leyhe Richard Freitag     | ÖsterreichMichael Hayböck Clemens Aigner Daniel Huber Stefan Kraft       |                 |
| 18.11.2018                                                                   | Wisła                         | Malinka HS134                      | Nacht                         | Jewgeni Klimow                                                                  | Stephan Leyhe                                                                | Ryōyū Kobayashi                                                          | Jewgeni Klimow  |
| 24.11.2018                                                                   | Kuusamo                       | Rukatunturi-Schanze HS142          | Nacht 1                       | Ryōyū Kobayashi                                                                 | Kamil Stoch                                                                  | Piotr Żyła                                                               | Ryōyū Kobayashi |
| 25.11.2018                                                                   | Kuusamo                       | Rukatunturi-Schanze HS142          | Nacht                         | Ryōyū Kobayashi                                                                 | Andreas Wellinger                                                            | Kamil Stoch                                                              | Ryōyū Kobayashi |
| 01.12.2018                                                                   | Nischni Tagil                 | Tramplin Stork HS134               | Nacht                         | Johann André Forfang                                                            | Piotr Żyła                                                                   | Ryōyū Kobayashi                                                          | Ryōyū Kobayashi |
| 02.12.2018                                                                   | Nischni Tagil                 | Tramplin Stork HS134               | Nacht                         | Ryōyū Kobayashi                                                                 | Johann André Forfang                                                         | Piotr Żyła                                                               | Ryōyū Kobayashi |
| 08.12.2018                                                                   | Titisee-Neustadt              | Hochfirstschanze HS142             | Team Nacht                    | Wettkämpfe wegen Schneemangels abgesagt                                         | Wettkämpfe wegen Schneemangels abgesagt                                      | Wettkämpfe wegen Schneemangels abgesagt                                  | Ryōyū Kobayashi |
| 09.12.2018                                                                   | Titisee-Neustadt              | Hochfirstschanze HS142             | Nacht                         | Wettkämpfe wegen Schneemangels abgesagt                                         | Wettkämpfe wegen Schneemangels abgesagt                                      | Wettkämpfe wegen Schneemangels abgesagt                                  | Ryōyū Kobayashi |
| 15.12.2018                                                                   | Engelberg                     | Gross-Titlis-Schanze HS140         | Nacht                         | Karl Geiger                                                                     | Piotr Żyła                                                                   | Daniel Huber                                                             | Ryōyū Kobayashi |
| 16.12.2018                                                                   | Engelberg                     | Gross-Titlis-Schanze HS140         |                               | Ryōyū Kobayashi                                                                 | Piotr Żyła                                                                   | Kamil Stoch                                                              | Ryōyū Kobayashi |
| 67. Vierschanzentournee                                                      |                               |                                    |                               |                                                                                 |                                                                              |                                                                          | Ryōyū Kobayashi |
| 30.12.2018                                                                   | Oberstdorf                    | Schattenbergschanze HS137          | Nacht                         | Ryōyū Kobayashi                                                                 | Markus Eisenbichler                                                          | Stefan Kraft                                                             | Ryōyū Kobayashi |
| 01.01.2019                                                                   | Garmisch-Partenkirchen        | Große Olympiaschanze HS142         |                               | Ryōyū Kobayashi                                                                 | Markus Eisenbichler                                                          | Dawid Kubacki                                                            | Ryōyū Kobayashi |
| 04.01.2019                                                                   | Innsbruck                     | Bergiselschanze HS130              |                               | Ryōyū Kobayashi                                                                 | Stefan Kraft                                                                 | Andreas Stjernen                                                         | Ryōyū Kobayashi |
| 06.01.2019                                                                   | Bischofshofen                 | Paul-Außerleitner-Schanze HS142    | Nacht                         | Ryōyū Kobayashi                                                                 | Dawid Kubacki                                                                | Stefan Kraft                                                             | Ryōyū Kobayashi |
| Tournee-Gesamtwertung:                                                       | Tournee-Gesamtwertung:        | Tournee-Gesamtwertung:             | Tournee-Gesamtwertung:        | Ryōyū Kobayashi                                                                 | Markus Eisenbichler                                                          | Stephan Leyhe                                                            | Ryōyū Kobayashi |
| 12.01.2019                                                                   | Predazzo                      | Trampolino dal Ben HS135           | Nacht                         | Ryōyū Kobayashi                                                                 | Dawid Kubacki                                                                | Kamil Stoch                                                              | Ryōyū Kobayashi |
| 13.01.2019                                                                   | Predazzo                      | Trampolino dal Ben HS135           | Nacht                         | Dawid Kubacki                                                                   | Stefan Kraft                                                                 | Kamil Stoch                                                              | Ryōyū Kobayashi |
| 19.01.2019                                                                   | Zakopane                      | Wielka Krokiew HS140               | Team Nacht                    | DeutschlandKarl Geiger Markus Eisenbichler David Siegel Stephan Leyhe           | ÖsterreichDaniel Huber Jan Hörl Michael Hayböck Stefan Kraft                 | PolenPiotr Żyła Maciej Kot Kamil Stoch Dawid Kubacki                     | Ryōyū Kobayashi |
| 20.01.2019                                                                   | Zakopane                      | Wielka Krokiew HS140               | Nacht                         | Stefan Kraft                                                                    | Robert Johansson                                                             | Yukiya Satō                                                              | Ryōyū Kobayashi |
| 26.01.2019                                                                   | Sapporo                       | Ōkurayama-Schanze HS137            | Nacht                         | Stefan Kraft                                                                    | Kamil Stoch                                                                  | Robert Johansson                                                         | Ryōyū Kobayashi |
| 27.01.2019                                                                   | Sapporo                       | Ōkurayama-Schanze HS137            |                               | Stefan Kraft                                                                    | Timi Zajc                                                                    | Ryōyū Kobayashi                                                          | Ryōyū Kobayashi |
| 01.02.2019                                                                   | Oberstdorf                    | Heini-Klopfer-Skiflugschanze HS235 | Skifliegen Nacht 2            | Timi Zajc                                                                       | Dawid Kubacki                                                                | Markus Eisenbichler                                                      | Ryōyū Kobayashi |
| 02.02.2019                                                                   | Oberstdorf                    | Heini-Klopfer-Skiflugschanze HS235 | Skifliegen Nacht              | Ryōyū Kobayashi                                                                 | Markus Eisenbichler                                                          | Stefan Kraft                                                             | Ryōyū Kobayashi |
| 03.02.2019                                                                   | Oberstdorf                    | Heini-Klopfer-Skiflugschanze HS235 | Skifliegen Nacht              | Kamil Stoch                                                                     | Jewgeni Klimow                                                               | Dawid Kubacki                                                            | Ryōyū Kobayashi |
| 09.02.2019                                                                   | Lahti                         | Salpausselkä-Schanze HS130         | Team Nacht                    | ÖsterreichPhilipp Aschenwald Gregor Schlierenzauer Michael Hayböck Stefan Kraft | DeutschlandKarl Geiger Richard Freitag Andreas Wellinger Stephan Leyhe       | JapanYukiya Satō Daiki Itō Junshirō Kobayashi Ryōyū Kobayashi            | Ryōyū Kobayashi |
| 10.02.2019                                                                   | Lahti                         | Salpausselkä-Schanze HS130         | Nacht                         | Kamil Stoch                                                                     | Ryōyū Kobayashi                                                              | Robert Johansson                                                         | Ryōyū Kobayashi |
| 2. Willingen Five                                                            |                               |                                    |                               |                                                                                 |                                                                              |                                                                          | Ryōyū Kobayashi |
| 15.02.2019                                                                   | Willingen                     | Mühlenkopfschanze HS145            | Team Nacht 3                  | PolenPiotr Żyła Jakub Wolny Dawid Kubacki Kamil Stoch                           | DeutschlandKarl Geiger Richard Freitag Markus Eisenbichler Stephan Leyhe     | SlowenienAnže Semenič Peter Prevc Jernej Damjan Timi Zajc                | Ryōyū Kobayashi |
| 16.02.2019                                                                   | Willingen                     | Mühlenkopfschanze HS145            | Nacht                         | Karl Geiger                                                                     | Kamil Stoch                                                                  | Ryōyū Kobayashi                                                          | Ryōyū Kobayashi |
| 17.02.2019                                                                   | Willingen                     | Mühlenkopfschanze HS145            |                               | Ryōyū Kobayashi                                                                 | Markus Eisenbichler                                                          | Piotr Żyła                                                               | Ryōyū Kobayashi |
| Willingen-Five-Gesamtwertung:                                                | Willingen-Five-Gesamtwertung: | Willingen-Five-Gesamtwertung:      | Willingen-Five-Gesamtwertung: | Ryōyū Kobayashi                                                                 | Piotr Żyła                                                                   | Karl Geiger                                                              | Ryōyū Kobayashi |
| 19. Februar bis 3. März 2019 52. Nordische Skiweltmeisterschaften in Seefeld |                               |                                    |                               |                                                                                 |                                                                              |                                                                          | Ryōyū Kobayashi |
| 3. Raw Air                                                                   |                               |                                    |                               |                                                                                 |                                                                              |                                                                          | Ryōyū Kobayashi |
| 09.03.2019                                                                   | Oslo                          | Holmenkollbakken HS134             | Team 4                        | NorwegenJohann André Forfang Robin Pedersen Marius Lindvik Robert Johansson     | JapanYukiya Satō Noriaki Kasai Junshirō Kobayashi Ryōyū Kobayashi            | ÖsterreichMichael Hayböck Manuel Fettner Philipp Aschenwald Stefan Kraft | Ryōyū Kobayashi |
| 10.03.2019                                                                   | Oslo                          | Holmenkollbakken HS134             |                               | Robert Johansson                                                                | Stefan Kraft                                                                 | Peter Prevc                                                              | Ryōyū Kobayashi |
| 12.03.2019                                                                   | Lillehammer                   | Lysgårdsbakken HS140               | Nacht                         | Stefan Kraft                                                                    | Robert Johansson                                                             | Ryōyū Kobayashi                                                          | Ryōyū Kobayashi |
| 14.03.2019                                                                   | Trondheim                     | Granåsen HS138                     | Nacht                         | Ryōyū Kobayashi                                                                 | Andreas Stjernen                                                             | Stefan Kraft                                                             | Ryōyū Kobayashi |
| 16.03.2019                                                                   | Vikersund                     | Vikersundbakken HS240              | Skifliegen Team Nacht         | SlowenienAnže Semenič Peter Prevc Domen Prevc Timi Zajc                         | DeutschlandConstantin Schmid Richard Freitag Karl Geiger Markus Eisenbichler | ÖsterreichMichael Hayböck Philipp Aschenwald Daniel Huber Stefan Kraft   | Ryōyū Kobayashi |
| 17.03.2019                                                                   | Vikersund                     | Vikersundbakken HS240              | Skifliegen Nacht              | Domen Prevc                                                                     | Ryōyū Kobayashi                                                              | Stefan Kraft                                                             | Ryōyū Kobayashi |
| Raw-Air-Gesamtwertung:                                                       | Raw-Air-Gesamtwertung:        | Raw-Air-Gesamtwertung:             | Raw-Air-Gesamtwertung:        | Ryōyū Kobayashi                                                                 | Stefan Kraft                                                                 | Robert Johansson                                                         | Ryōyū Kobayashi |
| 2. Planica 7                                                                 |                               |                                    |                               |                                                                                 |                                                                              |                                                                          | Ryōyū Kobayashi |
| 22.03.2019                                                                   | Planica                       | Letalnica bratov Gorišek HS240     | Skifliegen                    | Markus Eisenbichler                                                             | Ryōyū Kobayashi                                                              | Piotr Żyła                                                               | Ryōyū Kobayashi |
| 23.03.2019                                                                   | Planica                       | Letalnica bratov Gorišek HS240     | Skifliegen Team               | PolenJakub Wolny Kamil Stoch Dawid Kubacki Piotr Żyła                           | DeutschlandKarl Geiger Constantin Schmid Richard Freitag Markus Eisenbichler | SlowenienAnže Semenič Peter Prevc Domen Prevc Timi Zajc                  | Ryōyū Kobayashi |
| 24.03.2019                                                                   | Planica                       | Letalnica bratov Gorišek HS240     | Skifliegen                    | Ryōyū Kobayashi                                                                 | Domen Prevc                                                                  | Markus Eisenbichler                                                      | Ryōyū Kobayashi |
| Planica-7-Gesamtwertung:                                                     | Planica-7-Gesamtwertung:      | Planica-7-Gesamtwertung:           | Planica-7-Gesamtwertung:      | Ryōyū Kobayashi                                                                 | Markus Eisenbichler                                                          | Timi Zajc                                                                | Ryōyū Kobayashi |

### Wertungen
| Rang | Name                  | Punkte |
| ---- | --------------------- | ------ |
| 01.  | Ryōyū Kobayashi       | 2085   |
| 02.  | Stefan Kraft          | 1349   |
| 03.  | Kamil Stoch           | 1288   |
| 04.  | Piotr Żyła            | 1131   |
| 05.  | Dawid Kubacki         | 0988   |
| 06.  | Robert Johansson      | 0974   |
| 07.  | Markus Eisenbichler   | 0937   |
| 08.  | Johann André Forfang  | 0892   |
| 09.  | Timi Zajc             | 0833   |
| 10.  | Karl Geiger           | 0765   |
| 11.  | Stephan Leyhe         | 0636   |
| 12.  | Jewgeni Klimow        | 0592   |
| 13.  | Domen Prevc           | 0542   |
| 14.  | Roman Koudelka        | 0523   |
| 15.  | Halvor Egner Granerud | 0422   |
| 16.  | Daniel Huber          | 0413   |
| 17.  | Killian Peier         | 0399   |
| 18.  | Andreas Wellinger     | 0371   |
| 19.  | Junshirō Kobayashi    | 0335   |
|      | Andreas Stjernen      | 0335   |
| 21.  | Richard Freitag       | 0331   |
| 22.  | Jakub Wolny           | 0328   |
| 23.  | Yukiya Satō           | 0316   |
| 24.  | Simon Ammann          | 0313   |
| 25.  | Antti Aalto           | 0288   |
| 26.  | Philipp Aschenwald    | 0247   |

| Rang | Name                  | Punkte |
| ---- | --------------------- | ------ |
| 27.  | Michael Hayböck       | 0228   |
| 28.  | Anže Semenič          | 0203   |
| 29.  | Peter Prevc           | 0179   |
| 30.  | Anže Lanišek          | 0177   |
| 31.  | Manuel Fettner        | 0166   |
| 32.  | Daiki Itō             | 0145   |
| 33.  | Wladimir Sografski    | 0134   |
| 34.  | David Siegel          | 0131   |
| 35.  | Daniel-André Tande    | 0106   |
| 36.  | Anders Fannemel       | 0103   |
| 37.  | Noriaki Kasai         | 0088   |
| 38.  | Constantin Schmid     | 0086   |
| 39.  | Naoki Nakamura        | 0072   |
| 40.  | Stefan Hula           | 0069   |
| 41.  | Robin Pedersen        | 0058   |
| 42.  | Viktor Polášek        | 0054   |
| 43.  | Jan Hörl              | 0053   |
| 44.  | Marius Lindvik        | 0049   |
| 45.  | Clemens Aigner        | 0046   |
| 46.  | Jernej Damjan         | 0040   |
| 47.  | Maciej Kot            | 0025   |
| 48.  | Gregor Schlierenzauer | 0023   |
| 49.  | Martin Hamann         | 0019   |
|      | Dmitri Wassiljew      | 0019   |
| 51.  | Kevin Bickner         | 0018   |
|      | MacKenzie Boyd-Clowes | 0018   |

| Rang | Name                 | Punkte |
| ---- | -------------------- | ------ |
|      | Žak Mogel            | 0018   |
| 54.  | Lukáš Hlava          | 0017   |
|      | Žiga Jelar           | 0017   |
| 56.  | Keiichi Satō         | 0013   |
| 57.  | Artti Aigro          | 0012   |
|      | Severin Freund       | 0012   |
| 59.  | Pius Paschke         | 0010   |
|      | Jurij Tepeš          | 0010   |
| 61.  | Tilen Bartol         | 0009   |
|      | Čestmír Kožíšek      | 0009   |
|      | Taku Takeuchi        | 0009   |
| 64.  | Bor Pavlovčič        | 0008   |
| 65.  | Alex Insam           | 0007   |
| 66.  | Roman Trofimow       | 0005   |
| 67.  | Gregor Deschwanden   | 0004   |
|      | Thomas Aasen Markeng | 0004   |
|      | Eetu Nousiainen      | 0004   |
|      | Paweł Wąsek          | 0004   |
| 71.  | Tomáš Vančura        | 0003   |
|      | Ulrich Wohlgenannt   | 0003   |
| 73.  | Andreas Alamommo     | 0002   |
|      | Moritz Baer          | 0002   |
|      | Jarkko Määttä        | 0002   |
|      | Markus Schiffner     | 0002   |
| 77.  | Michail Nasarow      | 0001   |
|      | Andreas Schuler      | 0001   |

| Rang | Name                 | Punkte |
| ---- | -------------------- | ------ |
| 01.  | Ryōyū Kobayashi      | 407    |
| 02.  | Markus Eisenbichler  | 371    |
| 03.  | Piotr Żyła           | 289    |
| 04.  | Domen Prevc          | 271    |
| 05.  | Dawid Kubacki        | 251    |
| 06.  | Timi Zajc            | 250    |
| 07.  | Kamil Stoch          | 244    |
| 08.  | Stefan Kraft         | 228    |
| 09.  | Johann André Forfang | 200    |
| 10.  | Jewgeni Klimow       | 158    |
| 11.  | Jakub Wolny          | 155    |
| 12.  | Robert Johansson     | 136    |
| 13.  | Simon Ammann         | 103    |
|      | Karl Geiger          | 103    |
| 15.  | Anže Semenič         | 099    |
| 16.  | Daniel-André Tande   | 089    |
| 17.  | Michael Hayböck      | 079    |
|      | Yukiya Satō          | 079    |

| Rang | Name                  | Punkte |
| ---- | --------------------- | ------ |
| 19.  | Daniel Huber          | 076    |
| 20.  | Philipp Aschenwald    | 069    |
| 21.  | Richard Freitag       | 063    |
| 22.  | Andreas Wellinger     | 060    |
| 23.  | Junshirō Kobayashi    | 057    |
| 24.  | Halvor Egner Granerud | 054    |
| 25.  | Peter Prevc           | 053    |
| 26.  | Noriaki Kasai         | 048    |
| 27.  | Andreas Stjernen      | 043    |
| 28.  | Roman Koudelka        | 040    |
| 29.  | Stephan Leyhe         | 038    |
| 30.  | Antti Aalto           | 030    |
| 31.  | Daiki Itō             | 029    |
| 32.  | Constantin Schmid     | 019    |
| 33.  | Clemens Aigner        | 014    |
| 34.  | Robin Pedersen        | 011    |
| 35.  | Anders Fannemel       | 010    |
|      | Jurij Tepeš           | 010    |

| Rang | Name                  | Punkte |
| ---- | --------------------- | ------ |
| 37.  | Anže Lanišek          | 009    |
|      | Killian Peier         | 009    |
| 39.  | Marius Lindvik        | 008    |
| 40.  | Tilen Bartol          | 007    |
|      | MacKenzie Boyd-Clowes | 007    |
| 42.  | Naoki Nakamura        | 005    |
|      | Dmitri Wassiljew      | 005    |
| 44.  | Eetu Nousiainen       | 004    |
|      | Wladimir Sografski    | 004    |
| 46.  | Martin Hamann         | 003    |
|      | Čestmír Kožíšek       | 003    |
|      | Tomáš Vančura         | 003    |
|      | Ulrich Wohlgenannt    | 003    |
| 50.  | Bor Pavlovčič         | 002    |
| 51.  | Manuel Fettner        | 001    |
|      | Michail Nasarow       | 001    |

| Rang | Name        | Punkte |
| ---- | ----------- | ------ |
| 01.  | Polen       | 6083   |
| 02.  | Deutschland | 5650   |
| 03.  | Japan       | 4813   |
| 04.  | Österreich  | 4530   |
| 05.  | Norwegen    | 3943   |

| Rang | Name       | Punkte |
| ---- | ---------- | ------ |
| 06.  | Slowenien  | 3736   |
| 07.  | Schweiz    | 1467   |
| 08.  | Tschechien | 1056   |
| 09.  | Russland   | 0867   |
| 10.  | Finnland   | 0396   |

| Rang | Name               | Punkte |
| ---- | ------------------ | ------ |
| 11.  | Bulgarien          | 0134   |
| 12.  | Kanada             | 0018   |
|      | Vereinigte Staaten | 0018   |
| 14.  | Estland            | 0012   |
| 15.  | Italien            | 0007   |

### Einzelergebnisse

#### Ergebnisse Athleten
| Rang | Athlet                  |       |          |          |          |          |         |         | Vierschanzen- tournee | Vierschanzen- tournee | Vierschanzen- tournee | Vierschanzen- tournee |         |         |       |       |       |             |             |             |          | Willingen Five | Willingen Five | Raw Air  | Raw Air  | Raw Air  | Raw Air  | Planica 7 | Planica 7 | Punkte |
| Rang | Athlet                  | Polen | Finnland | Finnland | Russland | Russland | Schweiz | Schweiz | Deutschland           | Deutschland           | Osterreich            | Osterreich            | Italien | Italien | Polen | Japan | Japan | Deutschland | Deutschland | Deutschland | Finnland | Deutschland    | Deutschland    | Norwegen | Norwegen | Norwegen | Norwegen | Slowenien | Slowenien | Punkte |
| ---- | ----------------------- | ----- | -------- | -------- | -------- | -------- | ------- | ------- | --------------------- | --------------------- | --------------------- | --------------------- | ------- | ------- | ----- | ----- | ----- | ----------- | ----------- | ----------- | -------- | -------------- | -------------- | -------- | -------- | -------- | -------- | --------- | --------- | ------ |
| 01   | Ryōyū Kobayashi         | 3     | 1        | 1        | 3        | 1        | 7       | 1       | 1                     | 1                     | 1                     | 1                     | 1       | 7       | 7     | 5     | 3     | 14          | 1           | 9           | 2        | 3              | 1              | 5        | 3        | 1        | 2        | 2         | 1         | 2085   |
| 02   | Stefan Kraft            | 21    | 26       | 10       | 5        | 20       | 8       | 12      | 3                     | 49                    | 2                     | 3                     | 4       | 2       | 1     | 1     | 1     | 6           | 3           | 7           | 4        | 11             | 10             | 2        | 1        | 3        | 3        | 14        | 17        | 1349   |
| 03   | Kamil Stoch             | 4     | 2        | 3        | 7        | 4        | 9       | 3       | 8                     | 6                     | 5                     | 12                    | 3       | 3       | 36    | 2     | 6     | 5           | 6           | 1           | 1        | 2              | 7              | 13       | 4        | 17       | 12       | 18        | 11        | 1288   |
| 04   | Piotr Żyła              | 6     | 3        | 5        | 2        | 3        | 2       | 2       | 6                     | 11                    | 42                    | 13                    | 7       | 10      | 19    | 11    | 4     | 4           | 4           | 4           | 10       | 4              | 3              | 26       | 33       | 11       | 9        | 3         | 4         | 1131   |
| 05   | Dawid Kubacki           | 8     | 35       | 12       | 20       | 11       | 13      | 5       | 5                     | 3                     | 18                    | 2                     | 2       | 1       | 12    | 15    | 12    | 2           | 22          | 3           | 28       | 5              | 5              | 24       | 8        | 18       | 10       | 7         | 6         | 0988   |
| 06   | Robert Johansson        | 16    | 8        | 7        | 6        | 9        | 17      | 7       | 7                     | 19                    | 11                    | 9                     | 13      | 4       | 2     | 3     | 9     | 17          | 5           | 15          | 3        | 17             | 15             | 1        | 2        | 10       | 6        | 25        | 16        | 0974   |
| 07   | Markus Eisenbichler     | 15    | 15       | 25       | 32       | 10       | 48      | 6       | 2                     | 2                     | 13                    | 5                     | NQ      | 6       | 26    | 10    | 16    | 3           | 2           | 10          | —        | 36             | 2              | 10       | 15       | 9        | 5        | 1         | 3         | 0937   |
| 08   | Johann André Forfang    | 10    | 13       | 9        | 1        | 2        | 4       | 15      | 25                    | 22                    | 21                    | 17                    | 11      | 12      | 4     | NQ    | 10    | 7           | 8           | 8           | 7        | 10             | 9              | 9        | 5        | 5        | 7        | 8         | 8         | 0892   |
| 09   | Timi Zajc               | 5     | 7        | 11       | 8        | 24       | 12      | 18      | 9                     | 8                     | 10                    | 43                    | 12      | 21      | 7     | 6     | 2     | 1           | 9           | 13          | —        | 9              | 8              | 14       | 39       | 4        | 25       | 4         | 5         | 0833   |
| 10   | Karl Geiger             | 9     | 5        | 8        | 10       | 5        | 1       | 4       | 12                    | 19                    | 24                    | 10                    | 19      | 19      | 24    | 42    | 35    | 16          | 18          | 30          | 6        | 1              | 6              | 17       | 20       | 8        | 22       | 9         | 7         | 0765   |
| 11   | Stephan Leyhe           | 2     | 16       | 6        | 4        | 25       | 6       | 11      | 13                    | 7                     | 4                     | 4                     | 5       | 18      | 7     | 9     | 8     | 11          | 35          | 17          | 16       | 35             | 22             | DNS      | 23       | 34       | —        | —         | —         | 0636   |
| 12   | Jewgeni Klimow          | 1     | 31       | 26       | 11       | 8        | 5       | 8       | 20                    | 16                    | 19                    | 26                    | —       | —       | 11    | —     | —     | 23          | 29          | 2           | —        | 7              | 13             | 22       | 11       | 6        | 14       | 11        | 10        | 0592   |
| 13   | Domen Prevc             | —     | 4        | 4        | 14       | 14       | 20      | 19      | NQ                    | NQ                    | —                     | —                     | —       | —       | 23    | 24    | 13    | 20          | 13          | 16          | —        | 39             | 32             | 6        | 7        | NQ       | 1        | 5         | 2         | 0542   |
| 14   | Roman Koudelka          | 25    | 19       | 17       | 23       | 17       | 11      | 9       | 11                    | 4                     | 9                     | 6                     | 6       | 14      | 10    | 4     | 14    | 12          | 19          | 25          | 17       | 26             | 24             | 7        | 22       | 21       | 36       | —         | —         | 0523   |
| 15   | Halvor Egner Granerud   | NQ    | 24       | 27       | 9        | 37       | 16      | 21      | NQ                    | 9                     | DSQ                   | 7                     | 25      | 13      | 5     | 7     | 4     | 8           | 15          | 33          | 5        | 14             | 14             | NQ       | 47       | 32       | 28       | 36        | 28        | 0422   |
| 16   | Daniel Huber            | 18    | 14       | 46       | 24       | 28       | 3       | NQ      | 10                    | 15                    | 14                    | 11                    | 24      | 31      | 6     | 8     | 18    | 9           | 37          | 23          | —        | 21             | 12             | 15       | 19       | 39       | 17       | 16        | 21        | 0413   |
| 17   | Killian Peier           | 17    | 41       | 28       | 16       | 12       | 21      | 31      | 19                    | 23                    | 7                     | 8                     | 9       | 11      | 13    | 14    | 27    | 27          | 32          | NQ          | 8        | 8              | 11             | 20       | 10       | 14       | 32       | NQ        | 26        | 0399   |
| 18   | Andreas Wellinger       | 11    | 9        | 2        | 13       | 13       | 14      | 24      | 39                    | 32                    | 20                    | 15                    | 26      | 26      | —     | 13    | 17    | 13          | NQ          | 31          | 32       | 19             | 19             | 34       | 14       | 37       | 11       | 26        | 20        | 0371   |
| 19   | Junshirō Kobayashi      | 19    | 17       | 18       | 30       | 19       | 22      | 20      | 50                    | 5                     | 26                    | 29                    | 21      | 28      | 37    | 19    | 22    | 21          | 27          | 24          | 21       | 12             | 18             | 11       | 6        | 20       | 33       | 13        | 15        | 0335   |
| 19   | Andreas Stjernen        | 35    | 42       | 50       | —        | —        | 30      | 17      | 4                     | 10                    | 3                     | 25                    | 20      | 8       | 20    | —     | —     | 18          | 23          | 12          | DNS      | —              | —              | 41       | 30       | 2        | —        | —         | —         | 0335   |
| 21   | Richard Freitag         | 22    | 21       | 14       | 40       | 31       | 32      | NQ      | 16                    | 24                    | 8                     | 27                    | 17      | 16      | 25    | —     | —     | 22          | 20          | NQ          | 19       | 6              | 4              | —        | —        | 7        | 13       | 15        | 24        | 0331   |
| 22   | Jakub Wolny             | 23    | 11       | 13       | 47       | NQ       | 41      | 22      | 26                    | 13                    | 34                    | 45                    | 40      | 29      | 22    | 35    | 30    | 25          | 16          | 6           | 14       | 33             | 16             | 19       | 21       | 13       | 4        | 12        | 12        | 0328   |
| 23   | Yukiya Satō             | —     | —        | —        | —        | —        | 18      | 32      | 15                    | 17                    | 6                     | 23                    | 16      | 20      | 3     | 20    | 28    | 34          | 10          | 19          | 40       | 30             | 35             | 8        | 27       | 22       | 15       | 24        | 14        | 0316   |
| 24   | Simon Ammann            | 46    | 37       | NQ       | —        | —        | 45      | 29      | 14                    | 21                    | 17                    | 16                    | 15      | 9       | 46    | —     | —     | 30          | NQ          | 21          | 12       | 15             | 23             | 12       | 12       | 15       | 8        | 6         | 13        | 0313   |
| 25   | Antti Aalto             | 7     | 32       | 33       | 12       | 6        | 15      | 10      | 22                    | 36                    | 41                    | 20                    | 23      | 23      | 18    | —     | —     | 40          | 40          | 20          | 9        | 18             | 25             | 18       | 25       | 29       | 18       | 34        | 25        | 0288   |
| 26   | Philipp Aschenwald      | NQ    | 42       | 16       | 39       | 40       | NQ      | 37      | 35                    | 42                    | 23                    | 35                    | 22      | 37      | 29    | —     | —     | 15          | 7           | DNS         | 11       | 16             | 17             | 4        | 9        | 19       | NQ       | 22        | 23        | 0247   |
| 27   | Michael Hayböck         | 32    | 55       | NQ       | —        | —        | 10      | 41      | 27                    | 45                    | 21                    | 14                    | 33      | 22      | 16    | —     | —     | NQ          | 11          | 14          | 13       | 24             | 20             | 23       | 16       | 25       | 21       | 17        | 18        | 0228   |
| 28   | Anže Semenič            | 26    | 60       | 47       | —        | —        | —       | —       | 36                    | 27                    | 37                    | 21                    | 10      | 15      | 43    | 12    | 24    | 19          | 12          | 18          | 22       | 28             | 29             | NQ       | NQ       | NQ       | 19       | 20        | 9         | 0203   |
| 29   | Peter Prevc             | —     | —        | —        | —        | —        | 35      | 16      | 18                    | NQ                    | —                     | —                     | 40      | 53      | —     | —     | —     | —           | —           | —           | NQ       | 20             | 40             | 3        | 26       | 12       | 16       | 10        | 19        | 0179   |
| 30   | Anže Lanišek            | 20    | 10       | 21       | 25       | NQ       | 36      | 34      | —                     | —                     | 12                    | 39                    | 18      | 17      | 13    | 16    | 11    | 24          | 34          | 36          | 24       | —              | —              | 37       | 44       | 37       | NQ       | NQ        | 29        | 0177   |
| 31   | Manuel Fettner          | 27    | 22       | 15       | NQ       | 16       | 28      | 48      | 48                    | 28                    | 16                    | 24                    | 8       | 24      | 32    | 23    | 19    | —           | —           | —           | 23       | 31             | 28             | 27       | 17       | 26       | 34       | NQ        | 30        | 0166   |
| 32   | Daiki Itō               | 34    | 52       | 32       | 44       | 23       | 40      | 44      | 31                    | 12                    | 15                    | 22                    | 36      | 49      | 41    | 18    | 26    | NQ          | 25          | 22          | 27       | 13             | 27             | 45       | 38       | 16       | NQ       | 27        | 21        | 0145   |
| 33   | Wladimir Sografski      | 47    | 6        | 48       | 15       | 15       | 19      | 26      | 23                    | 25                    | 27                    | 28                    | 28      | 27      | 31    | —     | —     | NQ          | 39          | NQ          | 18       | —              | —              | 34       | NQ       | NQ       | NQ       | NQ        | 27        | 0134   |
| 34   | David Siegel            | 13    | 49       | 22       | 43       | 29       | 44      | 25      | 17                    | 17                    | 28                    | 48                    | 14      | 5       | DNS   | —     | —     | —           | —           | —           | —        | —              | —              | —        | —        | —        | —        | —         | —         | 0131   |
| 35   | Daniel-André Tande      | 36    | 33       | 24       | 46       | 21       | —       | —       | 44                    | 34                    | 43                    | 36                    | —       | —       | —     | —     | —     | 10          | 14          | 5           | DNS      | —              | —              | —        | —        | —        | —        | —         | —         | 0106   |
| 36   | Anders Fannemel         | 14    | 36       | 40       | 33       | 7        | 24      | 23      | 33                    | 14                    | 25                    | 31                    | NQ      | 36      | 38    | 39    | 37    | 26          | NQ          | 34          | —        | 45             | 31             | NQ       | NQ       | —        | 26       | NQ        | —         | 0103   |
| 37   | Noriaki Kasai           | NQ    | 38       | 38       | 35       | 34       | 49      | 30      | NQ                    | 32                    | 32                    | 32                    | 44      | 40      | 33    | 32    | 7     | 29          | 21          | 11          | 46       | 40             | 36             | 28       | 36       | NQ       | NQ       | 19        | —         | 0088   |
| 38   | Constantin Schmid       | —     | —        | —        | —        | —        | —       | —       | 24                    | 29                    | 33                    | 19                    | —       | —       | 15    | —     | —     | 31          | 33          | NQ          | 33       | 34             | 21             | 21       | 28       | 24       | 20       | 23        | —         | 0086   |
| 39   | Naoki Nakamura          | 44    | 28       | 23       | 27       | 18       | 42      | 14      | 29                    | 26                    | 31                    | 34                    | 36      | 45      | NQ    | 36    | 20    | 38          | 36          | 38          | 47       | NQ             | NQ             | NQ       | 49       | 28       | 29       | 28        | —         | 0072   |
| 40   | Stefan Hula             | 38    | 20       | 44       | 21       | 36       | 31      | 27      | 43                    | 43                    | 30                    | 36                    | 29      | 30      | 17    | 27    | 25    | NQ          | NQ          | NQ          | —        | 22             | 34             | 36       | 24       | 46       | NQ       | NQ        | —         | 0069   |
| 41   | Robin Pedersen          | —     | —        | —        | —        | —        | —       | —       | 34                    | 30                    | NQ                    | 18                    | 46      | 52      | —     | 30    | DSQ   | —           | —           | —           | —        | —              | —              | 16       | 18       | 27       | 31       | 20        | —         | 0058   |
| 42   | Viktor Polášek          | 12    | 51       | 42       | 42       | 22       | 25      | 39      | 28                    | NQ                    | 44                    | 46                    | 31      | 32      | 39    | 28    | 34    | —           | —           | —           | 36       | 29             | 41             | 30       | 32       | 23       | 37       | —         | —         | 0054   |
| 43   | Jan Hörl                | —     | —        | —        | —        | —        | —       | —       | —                     | —                     | 29                    | 33                    | 32      | 38      | 21    | 17    | 15    | NQ          | NQ          | 35          | 20       | DSQ            | 42             | 31       | 42       | 47       | NQ       | —         | —         | 0053   |
| 44   | Marius Lindvik          | —     | —        | —        | —        | —        | 37      | 13      | —                     | —                     | —                     | —                     | 47      | 44      | NQ    | 47    | NQ    | —           | —           | —           | —        | 32             | 33             | DSQ      | 13       | 30       | 23       | DNS       | —         | 0049   |
| 45   | Clemens Aigner          | 24    | 44       | 41       | NQ       | 43       | 27      | 51      | —                     | —                     | 35                    | 41                    | —       | —       | —     | 21    | 31    | 33          | 17          | NQ          | 26       | —              | —              | 25       | 34       | 40       | NQ       | NQ        | —         | 0046   |
| 46   | Jernej Damjan           | NQ    | 23       | 37       | 19       | 35       | 23      | 36      | 47                    | 46                    | 45                    | 50                    | 27      | 35      | —     | —     | —     | —           | —           | —           | DSQ      | 23             | 37             | —        | —        | 33       | NQ       | NQ        | —         | 0040   |
| 47   | Maciej Kot              | 29    | 53       | NQ       | 36       | 41       | 26      | 42      | NQ                    | NQ                    | NQ                    | 40                    | 34      | 25      | 30    | 50    | 21    | —           | —           | —           | 33       | 37             | 30             | —        | —        | —        | —        | 35        | —         | 0025   |
| 48   | Gregor Schlierenzauer   | 48    | 12       | NQ       | 34       | 45       | —       | —       | —                     | —                     | —                     | —                     | —       | —       | —     | —     | —     | —           | —           | —           | 30       | 42             | DSQ            | —        | —        | —        | —        | —         | —         | 0023   |
| 49   | Martin Hamann           | —     | —        | —        | —        | —        | —       | —       | 49                    | 50                    | —                     | —                     | —       | —       | —     | —     | —     | NQ          | 30          | 29          | 15       | 38             | 39             | 37       | NQ       | —        | —        | NQ        | —         | 0019   |
| 49   | Dmitri Wassiljew        | DNS   | 46       | NQ       | 17       | 32       | NQ      | 49      | —                     | —                     | —                     | —                     | —       | —       | —     | —     | —     | —           | —           | —           | —        | NQ             | NQ             | NQ       | 35       | 44       | 27       | 30        | —         | 0019   |
| 51   | Kevin Bickner           | 42    | 59       | 49       | 18       | 26       | 34      | 33      | NQ                    | 37                    | 39                    | NQ                    | NQ      | 46      | NQ    | 37    | NQ    | 37          | NQ          | NQ          | —        | NQ             | NQ             | NQ       | NQ       | 45       | NQ       | NQ        | —         | 0018   |
| 51   | MacKenzie Boyd-Clowes   | 37    | 27       | 45       | 31       | 38       | 29      | 28      | 31                    | NQ                    | NQ                    | 38                    | 38      | 48      | 35    | —     | —     | NQ          | NQ          | NQ          | 39       | 46             | 48             | 46       | 29       | 31       | 24       | NQ        | —         | 0018   |
| 51   | Žak Mogel               | NQ    | 24       | 20       | 50       | NQ       | 38      | NQ      | —                     | —                     | —                     | —                     | —       | —       | —     | —     | —     | —           | —           | —           | —        | —              | —              | —        | —        | —        | —        | —         | —         | 0018   |
| 54   | Lukáš Hlava             | 29    | 18       | 34       | NQ       | 42       | NQ      | 50      | 46                    | NQ                    | NQ                    | NQ                    | —       | —       | —     | —     | —     | —           | —           | —           | 45       | DSQ            | 47             | 29       | —        | —        | —        | NQ        | —         | 0017   |
| 54   | Žiga Jelar              | —     | —        | —        | —        | —        | —       | —       | —                     | —                     | —                     | —                     | —       | —       | —     | 25    | 32    | 35          | 31          | 37          | 38       | 25             | 26             | 33       | NQ       | —        | —        | 37        | —         | 0017   |
| 56   | Keiichi Satō            | —     | —        | —        | —        | —        | —       | —       | —                     | —                     | —                     | —                     | —       | —       | —     | 26    | 23    | —           | —           | —           | —        | —              | —              | —        | —        | —        | —        | —         | —         | 0013   |
| 57   | Artti Aigro             | —     | 39       | 19       | —        | —        | —       | —       | —                     | —                     | —                     | —                     | —       | —       | —     | —     | —     | —           | —           | —           | —        | —              | —              | NQ       | NQ       | NQ       | NQ       | NQ        | —         | 0012   |
| 57   | Severin Freund          | —     | 29       | 31       | 22       | 30       | 50      | 47      | 36                    | 41                    | —                     | —                     | —       | —       | —     | —     | —     | —           | —           | —           | —        | —              | —              | —        | —        | —        | —        | —         | —         | 0012   |
| 59   | Pius Paschke            | 39    | —        | —        | —        | —        | —       | —       | 21                    | 35                    | —                     | —                     | —       | —       | —     | —     | —     | —           | —           | —           | —        | —              | —              | NQ       | 45       | 42       | 39       | NQ        | —         | 0010   |
| 59   | Jurij Tepeš             | —     | —        | —        | —        | —        | —       | —       | —                     | —                     | —                     | —                     | —       | —       | NQ    | —     | —     | NQ          | 26          | 26          | 48       | —              | —              | —        | —        | —        | —        | 39        | —         | 0010   |
| 61   | Tilen Bartol            | —     | —        | —        | —        | —        | —       | —       | —                     | —                     | —                     | —                     | 39      | 42      | 44    | NQ    | 29    | NQ          | 24          | 32          | —        | —              | —              | —        | —        | —        | —        | 31        | —         | 0009   |
| 61   | Čestmír Kožíšek         | NQ    | 54       | 43       | 29       | 47       | NQ      | NQ      | NQ                    | NQ                    | 38                    | 30                    | 35      | 51      | 28    | 31    | 47    | 36          | NQ          | 28          | 37       | —              | —              | NQ       | NQ       | 47       | NQ       | NQ        | —         | 0009   |
| 61   | Taku Takeuchi           | 43    | 58       | NQ       | 41       | 39       | —       | —       | —                     | —                     | —                     | —                     | —       | —       | —     | 22    | NQ    | —           | —           | —           | —        | —              | —              | —        | —        | —        | —        | —         | —         | 0009   |
| 64   | Bor Pavlovčič           | 40    | 33       | 36       | NQ       | 50       | —       | —       | 40                    | NQ                    | 36                    | NQ                    | —       | —       | —     | —     | —     | —           | —           | —           | 25       | 44             | 43             | —        | —        | —        | —        | 29        | —         | 0008   |
| 65   | Alex Insam              | 28    | —        | —        | 38       | 27       | 33      | 38      | NQ                    | 31                    | NQ                    | 47                    | 47      | 41      | NQ    | —     | —     | NQ          | NQ          | NQ          | —        | 43             | 46             | DSQ      | NQ       | NQ       | NQ       | 32        | —         | 0007   |
| 66   | Roman Trofimow          | —     | —        | —        | 26       | 44       | NQ      | 35      | NQ                    | 48                    | NQ                    | NQ                    | —       | —       | NQ    | —     | —     | NQ          | NQ          | NQ          | —        | NQ             | NQ             | —        | —        | —        | —        | —         | —         | 0005   |
| 67   | Gregor Deschwanden      | 45    | 30       | 35       | 28       | NQ       | 47      | 46      | —                     | —                     | —                     | —                     | —       | —       | NQ    | —     | —     | —           | —           | —           | —        | —              | —              | —        | —        | —        | —        | —         | —         | 0004   |
| 67   | Thomas Aasen Markeng    | —     | —        | —        | —        | —        | —       | —       | —                     | —                     | —                     | —                     | —       | —       | —     | —     | —     | —           | —           | —           | —        | 27             | 38             | 39       | NQ       | 36       | NQ       | —         | —         | 0004   |
| 67   | Eetu Nousiainen         | NQ    | 47       | NQ       | —        | —        | —       | —       | NQ                    | NQ                    | NQ                    | NQ                    | 50      | 50      | NQ    | —     | —     | 39          | NQ          | 27          | 31       | DSQ            | 44             | NQ       | NQ       | NQ       | NQ       | NQ        | —         | 0004   |
| 67   | Paweł Wąsek             | NQ    | —        | —        | —        | —        | —       | —       | —                     | —                     | —                     | —                     | —       | —       | 27    | —     | —     | NQ          | NQ          | NQ          | 43       | —              | —              | 42       | NQ       | 50       | NQ       | —         | —         | 0004   |
| 71   | Tomáš Vančura           | —     | —        | —        | —        | —        | —       | —       | —                     | —                     | —                     | —                     | —       | —       | —     | —     | —     | 28          | 38          | 39          | —        | —              | —              | —        | —        | —        | NQ       | NQ        | —         | 0003   |
| 71   | Ulrich Wohlgenannt      | —     | —        | —        | —        | —        | —       | —       | —                     | —                     | —                     | —                     | —       | —       | —     | —     | —     | 32          | 28          | NQ          | —        | —              | —              | —        | —        | —        | —        | —         | —         | 0003   |
| 73   | Andreas Alamommo        | NQ    | 62       | NQ       | —        | —        | —       | —       | —                     | —                     | 46                    | 49                    | 43      | 43      | NQ    | —     | —     | NQ          | NQ          | NQ          | 29       | 47             | 49             | NQ       | NQ       | NQ       | NQ       | NQ        | —         | 0002   |
| 73   | Moritz Baer             | —     | —        | —        | —        | —        | —       | —       | 44                    | 38                    | —                     | —                     | —       | —       | —     | 29    | 36    | —           | —           | —           | —        | —              | —              | —        | —        | —        | —        | —         | —         | 0002   |
| 73   | Jarkko Määttä           | 31    | 45       | 29       | 49       | 48       | NQ      | 40      | NQ                    | NQ                    | —                     | —                     | —       | —       | NQ    | —     | —     | —           | —           | —           | NQ       | NQ             | NQ             | NQ       | 40       | 43       | NQ       | NQ        | —         | 0002   |
| 73   | Markus Schiffner        | —     | —        | —        | —        | —        | 39      | 43      | 30                    | 47                    | NQ                    | NQ                    | 30      | 34      | 34    | 41    | 45    | —           | —           | —           | —        | —              | —              | —        | —        | —        | —        | —         | —         | 0002   |
| 77   | Michail Nasarow         | NQ    | 48       | 39       | 45       | NQ       | —       | —       | NQ                    | NQ                    | NQ                    | NQ                    | —       | —       | —     | 45    | DSQ   | —           | —           | —           | 41       | —              | —              | 32       | 31       | 35       | 30       | NQ        | —         | 0001   |
| 77   | Andreas Schuler         | 33    | 56       | 30       | 48       | 33       | 43      | NQ      | NQ                    | 39                    | 49                    | NQ                    | —       | —       | 42    | 33    | 41    | NQ          | NQ          | NQ          | 44       | 41             | 45             | NQ       | NQ       | —        | —        | —         | —         | 0001   |
|      |                         |       |          |          |          |          |         |         |                       |                       |                       |                       |         |         |       |       |       |             |             |             |          |                |                |          |          |          |          |           |           |        |
| —    | Felix Hoffmann          | —     | —        | —        | —        | —        | —       | —       | 41                    | 39                    | —                     | —                     | —       | —       | —     | 48    | 40    | —           | —           | —           | —        | —              | —              | —        | —        | —        | —        | —         | —         | —      |
| —    | Justin Lisso            | —     | —        | —        | —        | —        | —       | —       | NQ                    | NQ                    | —                     | —                     | —       | —       | —     | —     | —     | —           | —           | —           | —        | —              | —              | —        | —        | —        | —        | —         | —         | —      |
| —    | Kevin Maltsev           | —     | —        | —        | —        | —        | —       | —       | —                     | —                     | —                     | —                     | —       | —       | —     | —     | —     | —           | —           | —           | NQ       | —              | —              | —        | —        | —        | —        | —         | —         | —      |
| —    | Martti Nõmme            | —     | 57       | NQ       | —        | —        | NQ      | NQ      | NQ                    | NQ                    | NQ                    | NQ                    | —       | —       | —     | —     | —     | —           | —           | —           | 49       | —              | —              | NQ       | NQ       | NQ       | NQ       | NQ        | —         | —      |
| —    | Kalle Heikkinen         | —     | 63       | NQ       | —        | —        | —       | —       | —                     | —                     | —                     | —                     | —       | —       | —     | —     | —     | —           | —           | —           | —        | —              | —              | —        | —        | —        | —        | —         | —         | —      |
| —    | Niko Kytösaho           | —     | 61       | NQ       | —        | —        | —       | —       | —                     | —                     | —                     | —                     | —       | —       | —     | —     | —     | —           | —           | —           | —        | —              | —              | —        | —        | —        | —        | —         | —         | —      |
| —    | Niko Löytäinen          | —     | DNS      | NQ       | —        | —        | —       | —       | —                     | —                     | —                     | —                     | —       | —       | —     | —     | —     | —           | —           | —           | —        | —              | —              | —        | —        | —        | —        | —         | —         | —      |
| —    | Frans Tähkävuori        | —     | 64       | NQ       | —        | —        | —       | —       | —                     | —                     | —                     | —                     | —       | —       | —     | —     | —     | —           | —           | —           | —        | —              | —              | —        | —        | —        | —        | —         | —         | —      |
| —    | Jonathan Learoyd        | —     | 50       | NQ       | —        | —        | 46      | 45      | 38                    | NQ                    | —                     | —                     | —       | —       | —     | —     | —     | —           | —           | —           | —        | —              | —              | 44       | 43       | NQ       | 40       | —         | —         | —      |
| —    | Davide Bresadola        | —     | —        | —        | —        | —        | —       | —       | —                     | —                     | —                     | —                     | NQ      | 58      | —     | —     | —     | —           | —           | —           | —        | —              | —              | —        | —        | —        | —        | —         | —         | —      |
| —    | Giovanni Bresadola      | —     | —        | —        | —        | —        | —       | —       | —                     | —                     | —                     | —                     | NQ      | 59      | —     | —     | —     | —           | —           | —           | —        | —              | —              | —        | —        | —        | —        | —         | —         | —      |
| —    | Federico Cecon          | —     | —        | —        | —        | —        | —       | —       | —                     | —                     | —                     | —                     | NQ      | 55      | —     | —     | —     | —           | —           | —           | —        | —              | —              | —        | —        | —        | —        | —         | —         | —      |
| —    | Sebastian Colloredo     | NQ    | —        | —        | —        | —        | —       | —       | —                     | —                     | —                     | —                     | NQ      | 54      | NQ    | —     | —     | —           | —           | —           | —        | NQ             | NQ             | 43       | NQ       | 49       | NQ       | NQ        | —         | —      |
| —    | Yūmu Harada             | —     | —        | —        | —        | —        | —       | —       | —                     | —                     | —                     | —                     | —       | —       | —     | 43    | 38    | —           | —           | —           | —        | —              | —              | —        | —        | —        | —        | —         | —         | —      |
| —    | Kenshirō Itō            | —     | —        | —        | —        | —        | —       | —       | —                     | —                     | —                     | —                     | —       | —       | —     | 38    | NQ    | —           | —           | —           | —        | —              | —              | —        | —        | —        | —        | —         | —         | —      |
| —    | Tomofumi Naitō          | —     | —        | —        | —        | —        | —       | —       | —                     | —                     | —                     | —                     | —       | —       | —     | 45    | DSQ   | —           | —           | —           | —        | —              | —              | —        | —        | —        | —        | —         | —         | —      |
| —    | Kento Sakuyama          | —     | —        | —        | —        | —        | —       | —       | —                     | —                     | —                     | —                     | —       | —       | —     | 44    | 43    | —           | —           | —           | —        | —              | —              | —        | —        | —        | —        | —         | —         | —      |
| —    | Shōhei Tochimoto        | —     | —        | —        | —        | —        | —       | —       | —                     | —                     | —                     | —                     | NQ      | 39      | NQ    | NQ    | 33    | —           | —           | —           | —        | —              | —              | —        | —        | —        | —        | —         | —         | —      |
| —    | Matthew Soukup          | —     | —        | —        | —        | —        | —       | —       | —                     | —                     | —                     | —                     | —       | —       | —     | NQ    | 46    | —           | —           | —           | —        | NQ             | NQ             | NQ       | NQ       | NQ       | NQ       | NQ        | —         | —      |
| —    | Sabyrschan Muminow      | NQ    | —        | —        | NQ       | NQ       | NQ      | NQ      | NQ                    | NQ                    | NQ                    | NQ                    | 42      | 56      | NQ    | —     | —     | NQ          | NQ          | NQ          | —        | —              | —              | NQ       | NQ       | NQ       | NQ       | NQ        | —         | —      |
| —    | Sergei Tkatschenko      | NQ    | —        | —        | NQ       | NQ       | NQ      | NQ      | NQ                    | NQ                    | 47                    | NQ                    | NQ      | 33      | 40    | —     | —     | —           | —           | —           | —        | —              | —              | 47       | NQ       | 41       | 35       | NQ        | —         | —      |
| —    | Joakim Aune             | —     | —        | —        | —        | —        | —       | —       | —                     | —                     | —                     | —                     | —       | —       | —     | —     | —     | —           | —           | —           | —        | —              | —              | NQ       | DSQ      | —        | —        | —         | —         | —      |
| —    | Andreas Granerud Buskum | —     | —        | —        | —        | —        | —       | —       | —                     | —                     | —                     | —                     | —       | —       | —     | —     | —     | —           | —           | —           | —        | —              | —              | NQ       | 41       | —        | —        | —         | —         | —      |
| —    | Mats Bjerke Myhren      | —     | —        | —        | —        | —        | —       | —       | —                     | —                     | —                     | —                     | —       | —       | —     | —     | —     | —           | —           | —           | —        | —              | —              | NQ       | NQ       | —        | —        | —         | —         | —      |
| —    | Sondre Ringen           | —     | —        | —        | 37       | 46       | —       | —       | —                     | —                     | —                     | —                     | —       | —       | —     | —     | —     | —           | —           | —           | —        | —              | —              | —        | —        | —        | —        | —         | —         | —      |
| —    | Fredrik Villumstad      | —     | —        | —        | —        | —        | —       | —       | —                     | —                     | —                     | —                     | —       | —       | —     | —     | —     | —           | —           | —           | —        | —              | —              | NQ       | 46       | —        | —        | —         | —         | —      |
| —    | Oscar Westerheim        | —     | —        | —        | —        | —        | —       | —       | —                     | —                     | —                     | —                     | —       | —       | —     | —     | —     | —           | —           | —           | —        | —              | —              | NQ       | 48       | —        | —        | —         | —         | —      |
| —    | Choi Heung-chul         | —     | —        | —        | —        | —        | NQ      | NQ      | —                     | —                     | —                     | —                     | —       | —       | —     | —     | —     | —           | —           | —           | —        | —              | —              | —        | —        | —        | —        | —         | —         | —      |
| —    | Choi Seou               | —     | —        | —        | —        | —        | NQ      | NQ      | —                     | —                     | —                     | —                     | —       | —       | —     | —     | —     | —           | —           | —           | —        | —              | —              | —        | —        | —        | —        | —         | —         | —      |
| —    | David Haagen            | —     | —        | —        | —        | —        | —       | —       | —                     | —                     | NQ                    | NQ                    | —       | —       | —     | —     | —     | —           | —           | —           | —        | —              | —              | —        | —        | —        | —        | —         | —         | —      |
| —    | Thomas Hofer            | —     | —        | —        | —        | —        | —       | —       | —                     | —                     | NQ                    | 44                    | —       | —       | —     | —     | —     | —           | —           | —           | —        | —              | —              | —        | —        | —        | —        | —         | —         | —      |
| —    | Stefan Huber            | —     | —        | —        | —        | —        | —       | —       | —                     | —                     | —                     | —                     | —       | —       | —     | —     | —     | —           | —           | —           | —        | —              | —              | —        | —        | —        | —        | NQ        | —         | —      |
| —    | Andreas Kofler          | —     | —        | —        | —        | —        | —       | —       | —                     | —                     | NQ                    | NQ                    | —       | —       | —     | —     | —     | —           | —           | —           | —        | —              | —              | —        | —        | —        | —        | —         | —         | —      |
| —    | Clemens Leitner         | —     | —        | —        | —        | —        | —       | —       | —                     | —                     | 48                    | 42                    | —       | —       | —     | 34    | 41    | —           | —           | —           | —        | —              | —              | —        | —        | —        | —        | —         | —         | —      |
| —    | Przemysław Kantyka      | NQ    | —        | —        | —        | —        | —       | —       | —                     | —                     | —                     | —                     | —       | —       | 48    | —     | —     | —           | —           | —           | —        | —              | —              | —        | —        | —        | —        | —         | —         | —      |
| —    | Klemens Murańka         | NQ    | —        | —        | —        | —        | —       | —       | —                     | —                     | —                     | —                     | —       | —       | 47    | —     | —     | —           | —           | —           | —        | —              | —              | —        | —        | —        | —        | —         | —         | —      |
| —    | Tomasz Pilch            | NQ    | —        | —        | —        | —        | —       | —       | —                     | —                     | —                     | —                     | —       | —       | —     | —     | —     | —           | —           | —           | —        | —              | —              | —        | —        | —        | —        | —         | —         | —      |
| —    | Andrzej Stękała         | NQ    | —        | —        | —        | —        | —       | —       | —                     | —                     | —                     | —                     | —       | —       | DSQ   | —     | —     | —           | —           | —           | —        | —              | —              | —        | —        | —        | —        | —         | —         | —      |
| —    | Aleksander Zniszczoł    | NQ    | —        | —        | —        | —        | —       | —       | 42                    | 44                    | NQ                    | NQ                    | —       | —       | 45    | —     | —     | —           | —           | —           | —        | —              | —              | —        | —        | —        | —        | —         | —         | —      |
| —    | Alexander Baschenow     | —     | —        | —        | NQ       | NQ       | —       | —       | —                     | —                     | —                     | —                     | —       | —       | —     | NQ    | NQ    | —           | —           | —           | —        | —              | —              | —        | —        | —        | —        | —         | —         | —      |
| —    | Wladislaw Bojarinzew    | —     | —        | —        | NQ       | NQ       | —       | —       | —                     | —                     | —                     | —                     | —       | —       | —     | —     | —     | —           | —           | —           | —        | —              | —              | —        | —        | —        | —        | —         | —         | —      |
| —    | Ilmir Chasetdinow       | —     | —        | —        | NQ       | NQ       | —       | —       | —                     | —                     | —                     | —                     | —       | —       | —     | 49    | 39    | —           | —           | —           | NQ       | —              | —              | —        | —        | —        | —        | —         | —         | —      |
| —    | Denis Kornilow          | 49    | 40       | NQ       | NQ       | NQ       | NQ      | NQ      | —                     | —                     | —                     | —                     | —       | —       | NQ    | —     | —     | NQ          | NQ          | NQ          | —        | NQ             | NQ             | —        | —        | —        | —        | —         | —         | —      |
| —    | Kirill Kotik            | —     | —        | —        | NQ       | —        | —       | —       | —                     | —                     | —                     | —                     | —       | —       | —     | —     | —     | —           | —           | —           | —        | —              | —              | —        | —        | —        | —        | —         | —         | —      |
| —    | Michail Maximotschkin   | —     | —        | —        | NQ       | 49       | —       | —       | —                     | —                     | —                     | —                     | —       | —       | NQ    | —     | —     | NQ          | NQ          | NQ          | 42       | —              | —              | —        | —        | —        | —        | —         | —         | —      |
| —    | Maxim Sergejew          | —     | —        | —        | —        | —        | —       | —       | NQ                    | NQ                    | —                     | NQ                    | —       | —       | —     | —     | —     | —           | —           | —           | NQ       | —              | —              | NQ       | NQ       | NQ       | NQ       | NQ        | —         | —      |
| —    | Jegor Ussatschew        | —     | —        | —        | —        | NQ       | —       | —       | —                     | —                     | —                     | —                     | —       | —       | —     | —     | —     | —           | —           | —           | —        | —              | —              | —        | —        | —        | —        | —         | —         | —      |
| —    | Luca Egloff             | —     | —        | —        | —        | —        | —       | —       | —                     | —                     | —                     | —                     | —       | —       | —     | —     | —     | —           | —           | —           | —        | NQ             | NQ             | 40       | 37       | —        | —        | —         | —         | —      |
| —    | Sandro Hauswirth        | —     | —        | —        | —        | —        | —       | —       | NQ                    | NQ                    | —                     | —                     | 49      | 57      | —     | —     | —     | —           | —           | —           | —        | —              | —              | —        | —        | NQ       | NQ       | NQ        | —         | —      |
| —    | Dominik Peter           | —     | —        | —        | —        | —        | —       | —       | —                     | —                     | —                     | —                     | 45      | 47      | —     | —     | —     | NQ          | NQ          | NQ          | 35       | —              | —              | —        | —        | NQ       | 38       | 33        | —         | —      |
| —    | Nejc Dežman             | —     | —        | —        | —        | —        | —       | —       | —                     | —                     | —                     | NQ                    | —       | —       | —     | —     | —     | —           | —           | —           | —        | —              | —              | —        | —        | —        | —        | —         | —         | —      |
| —    | Jaka Hvala              | —     | —        | —        | —        | —        | —       | —       | —                     | —                     | —                     | —                     | —       | —       | —     | —     | —     | —           | —           | —           | —        | —              | —              | —        | —        | —        | —        | 38        | —         | —      |
| —    | Rok Justin              | —     | —        | —        | —        | —        | —       | —       | —                     | —                     | 40                    | —                     | —       | —       | —     | —     | —     | —           | —           | —           | —        | —              | —              | —        | —        | —        | —        | —         | —         | —      |
| —    | Robert Kranjec          | —     | —        | —        | —        | —        | —       | —       | —                     | —                     | —                     | —                     | —       | —       | —     | —     | —     | —           | —           | —           | —        | —              | —              | —        | —        | —        | —        | NQ        | —         | —      |
| —    | Tomaž Naglič            | 41    | —        | —        | NQ       | NQ       | NQ      | NQ      | —                     | —                     | —                     | —                     | —       | —       | —     | —     | —     | —           | —           | —           | —        | —              | —              | —        | —        | —        | —        | —         | —         | —      |
| —    | Filip Sakala            | —     | —        | —        | —        | —        | —       | —       | —                     | —                     | —                     | —                     | —       | —       | NQ    | —     | —     | —           | —           | —           | —        | NQ             | NQ             | —        | —        | —        | —        | NQ        | —         | —      |
| —    | Casey Larson            | —     | —        | —        | —        | —        | —       | —       | —                     | NQ                    | —                     | —                     | —       | —       | —     | 40    | 44    | NQ          | NQ          | NQ          | —        | —              | —              | NQ       | NQ       | NQ       | NQ       | NQ        | —         | —      |
| —    | Andrew Urlaub           | —     | —        | —        | —        | —        | —       | —       | —                     | —                     | —                     | —                     | —       | —       | —     | —     | —     | —           | —           | —           | —        | —              | —              | NQ       | NQ       | —        | —        | —         | —         | —      |
| Rang | Athlet                  | Polen | Finnland | Finnland | Russland | Russland | Schweiz | Schweiz | Deutschland           | Deutschland           | Osterreich            | Osterreich            | Italien | Italien | Polen | Japan | Japan | Deutschland | Deutschland | Deutschland | Finnland | Deutschland    | Deutschland    | Norwegen | Norwegen | Norwegen | Norwegen | Slowenien | Slowenien | Punkte |
| Rang | Athlet                  |       |          |          |          |          |         |         | Vierschanzen- tournee | Vierschanzen- tournee | Vierschanzen- tournee | Vierschanzen- tournee |         |         |       |       |       |             |             |             |          | Willingen Five | Willingen Five | Raw Air  | Raw Air  | Raw Air  | Raw Air  | Planica 7 | Planica 7 | Punkte |

Legende
| Farbe | Farbe | Farbe | Bedeutung                             |
| ----- | ----- | ----- | ------------------------------------- |
| 1     | 2     | 3     | Erster / Zweiter / Dritter            |
| XX    | XX    | XX    | Platz 4 bis 30 – Weltcuppunkte        |
| XX    | XX    | XX    | Platz 31 bis 50 – keine Weltcuppunkte |
| DNS   | DNS   | DNS   | Nicht gestartet                       |
| DSQ   | DSQ   | DSQ   | Disqualifiziert                       |
| NQ    | NQ    | NQ    | Nicht qualifiziert                    |

#### Ergebnisse Teamwettkämpfe
| Nation      |                                                                                  |                                                                          |                                                                                |                                                                                    | Raw Air                                                               | Raw Air                                                                | Planica 7                                                             | Erzielte Punkte |
| Nation      | Polen                                                                            | Polen                                                                    | Finnland                                                                       | Deutschland                                                                        | Norwegen                                                              | Norwegen                                                               | Slowenien                                                             | Erzielte Punkte |
| ----------- | -------------------------------------------------------------------------------- | ------------------------------------------------------------------------ | ------------------------------------------------------------------------------ | ---------------------------------------------------------------------------------- | --------------------------------------------------------------------- | ---------------------------------------------------------------------- | --------------------------------------------------------------------- | --------------- |
| Deutschland | 2 Karl Geiger Markus Eisenbichler Stephan Leyhe Richard Freitag                  | 1 Karl Geiger Markus Eisenbichler David Siegel Stephan Leyhe             | 2 Karl Geiger Richard Freitag Andreas Wellinger Stephan Leyhe                  | 2 Karl Geiger Richard Freitag Markus Eisenbichler Stephan Leyhe                    | 5 Karl Geiger Constantin Schmid Stephan Leyhe Markus Eisenbichler     | 2 Constantin Schmid Richard Freitag Karl Geiger Markus Eisenbichler    | 2 Karl Geiger Constantin Schmid Richard Freitag Markus Eisenbichler   | 2350            |
| Finnland    | 9 Antti Aalto Eetu Nousiainen Jarkko Määttä Andreas Alamommo                     | 9 Andreas Alamommo Eetu Nousiainen Antti Aalto Jarkko Määttä             | 8 Eetu Nousiainen Jarkko Määttä Andreas Alamommo Antti Aalto                   | 9 Eetu Nousiainen Andreas Alamommo Jarkko Määttä Antti Aalto                       | 10 Eetu Nousiainen Jarkko Määttä Andreas Alamommo Antti Aalto         | 9 Jarkko Määttä Andreas Alamommo Eetu Nousiainen Antti Aalto           | 8 Jarkko Määttä Eetu Nousiainen Andreas Alamommo Antti Aalto          | 0100            |
| Japan       | 4 Junshirō Kobayashi Taku Takeuchi Daiki Itō Ryōyū Kobayashi                     | 5 Yukiya Satō Daiki Itō Junshirō Kobayashi Ryōyū Kobayashi               | 3 Yukiya Satō Daiki Itō Junshirō Kobayashi Ryōyū Kobayashi                     | 5 Yukiya Satō Daiki Itō Junshirō Kobayashi Ryōyū Kobayashi                         | 2 Yukiya Satō Noriaki Kasai Junshirō Kobayashi Ryōyū Kobayashi        | 5 Yukiya Satō Naoki Nakamura Junshirō Kobayashi Ryōyū Kobayashi        | 4 Yukiya Satō Noriaki Kasai Junshirō Kobayashi Ryōyū Kobayashi        | 1750            |
| Kasachstan  | 11 Nikita Dewjatkin Nurschat Tursynschanow Sabyrschan Muminow Sergei Tkatschenko | —                                                                        | —                                                                              | —                                                                                  | —                                                                     | —                                                                      | —                                                                     | —               |
| Norwegen    | 10 Daniel-André Tande Johann André Forfang Robert Johansson Anders Fannemel      | 8 Andreas Stjernen Anders Fannemel Johann André Forfang Robert Johansson | 9 Johann André Forfang Robert Johansson Andreas Stjernen Halvor Egner Granerud | 4 Halvor Egner Granerud Thomas Aasen Markeng Johann André Forfang Robert Johansson | 1 Johann André Forfang Robin Pedersen Marius Lindvik Robert Johansson | 6 Johann André Forfang Anders Fannemel Marius Lindvik Robert Johansson | 6 Robin Pedersen Robert Johansson Marius Lindvik Johann André Forfang | 1000            |
| Österreich  | 3 Michael Hayböck Clemens Aigner Daniel Huber Stefan Kraft                       | 2 Daniel Huber Jan Hörl Michael Hayböck Stefan Kraft                     | 1 Philipp Aschenwald Gregor Schlierenzauer Michael Hayböck Stefan Kraft        | 6 Philipp Aschenwald Daniel Huber Michael Hayböck Stefan Kraft                     | 3 Michael Hayböck Manuel Fettner Philipp Aschenwald Stefan Kraft      | 3 Michael Hayböck Philipp Aschenwald Daniel Huber Stefan Kraft         | 5 Michael Hayböck Philipp Aschenwald Daniel Huber Stefan Kraft        | 2000            |
| Polen       | 1 Piotr Żyła Jakub Wolny Dawid Kubacki Kamil Stoch                               | 3 Piotr Żyła Maciej Kot Kamil Stoch Dawid Kubacki                        | 4 Jakub Wolny Piotr Żyła Dawid Kubacki Kamil Stoch                             | 1 Piotr Żyła Jakub Wolny Dawid Kubacki Kamil Stoch                                 | 4 Piotr Żyła Jakub Wolny Dawid Kubacki Kamil Stoch                    | 4 Piotr Żyła Jakub Wolny Dawid Kubacki Kamil Stoch                     | 1 Jakub Wolny Kamil Stoch Dawid Kubacki Piotr Żyła                    | 2250            |
| Russland    | 6 Michail Nasarow Denis Kornilow Dmitri Wassiljew Jewgeni Klimow                 | 10 Denis Kornilow Roman Trofimow Michail Maximotschkin Jewgeni Klimow    | 10 Ilmir Chasetdinow Maxim Sergejew Michail Maximotschkin Michail Nasarow      | 10 Maxim Sergejew Denis Kornilow Roman Trofimow Jewgeni Klimow                     | 9 Dmitri Wassiljew Maxim Sergejew Michail Nasarow Jewgeni Klimow      | 7 Maxim Sergejew Michail Nasarow Jewgeni Klimow Dmitri Wassiljew       | 10 Maxim Sergejew Michail Nasarow Dmitri Wassiljew Jewgeni Klimow     | 0250            |
| Schweiz     | 5 Andreas Schuler Gregor Deschwanden Simon Ammann Killian Peier                  | 7 Andreas Schuler Simon Ammann Gregor Deschwanden Killian Peier          | 6 Andreas Schuler Dominik Peter Simon Ammann Killian Peier                     | 7 Andreas Schuler Luca Egloff Simon Ammann Killian Peier                           | 8 Luca Egloff Andreas Schuler Simon Ammann Killian Peier              | 8 Sandro Hauswirth Dominik Peter Killian Peier Simon Ammann            | 7 Killian Peier Sandro Hauswirth Dominik Peter Simon Ammann           | 0750            |
| Slowenien   | 7 Bor Pavlovčič Tomaž Naglič Anže Lanišek Timi Zajc                              | 4 Anže Semenič Domen Prevc Anže Lanišek Timi Zajc                        | 5 Bor Pavlovčič Peter Prevc Jernej Damjan Žiga Jelar                           | 3 Anže Semenič Peter Prevc Jernej Damjan Timi Zajc                                 | 6 Peter Prevc Anže Lanišek Domen Prevc Timi Zajc                      | 1 Anže Semenič Peter Prevc Domen Prevc Timi Zajc                       | 3 Anže Semenič Peter Prevc Domen Prevc Timi Zajc                      | 1700            |
| Tschechien  | 8 Viktor Polášek Čestmír Kožíšek Lukáš Hlava Roman Koudelka                      | 6 Viktor Polášek Filip Sakala Čestmír Kožíšek Roman Koudelka             | 7 Viktor Polášek Čestmír Kožíšek Lukáš Hlava Roman Koudelka                    | 8 Viktor Polášek Filip Sakala Lukáš Hlava Roman Koudelka                           | 7 Viktor Polášek Lukáš Hlava Čestmír Kožíšek Roman Koudelka           | 10 Viktor Polášek Tomáš Vančura Čestmír Kožíšek Roman Koudelka         | 9 Filip Sakala Tomáš Vančura Čestmír Kožíšek Lukáš Hlava              | 0450            |
| Nation      | Polen                                                                            | Polen                                                                    | Finnland                                                                       | Deutschland                                                                        | Norwegen                                                              | Norwegen                                                               | Slowenien                                                             | Erzielte Punkte |
| Nation      |                                                                                  |                                                                          |                                                                                |                                                                                    | Raw Air                                                               | Raw Air                                                                | Planica 7                                                             | Erzielte Punkte |

Legende
| Farbe | Farbe | Farbe | Bedeutung                        |
| ----- | ----- | ----- | -------------------------------- |
| 1     | 2     | 3     | Erster / Zweiter / Dritter       |
| XX    | XX    | XX    | Platz 4 bis 8 – Weltcuppunkte    |
| XX    | XX    | XX    | ab Platz 9 – keine Weltcuppunkte |

## Damen

### Teilnehmende Nationen
Es nahmen Springerinnen aus 20 Nationen am Weltcup der Frauen teil.
| Europa (14 Nationen)                                                            | Europa (14 Nationen)                                                          |
| ------------------------------------------------------------------------------- | ----------------------------------------------------------------------------- |
| - Deutschland - Finnland - Frankreich - Italien - Norwegen - Österreich - Polen | - Rumänien - Russland - Schweden - Slowakei - Slowenien - Tschechien - Ungarn |
| Asien (4 Nationen)                                                              |                                                                               |
| - Japan - Kasachstan                                                            | - Südkorea - Volksrepublik China                                              |
| Nordamerika (2 Nationen)                                                        |                                                                               |
| - Kanada                                                                        | - Vereinigte Staaten                                                          |

### Weltcup-Übersicht
In dieser Saison wurde zum ersten Mal eine Damen-Version der Raw-Air-Serie sowie die Blue Bird Tour abgehalten.
| Datum                                                                        | Austragungsort                    | Schanze                           | Bemerkung                         | Siegerin                                                                 | Zweite                                                                                 | Dritte                                                                    | Gelbes Trikot     |
| ---------------------------------------------------------------------------- | --------------------------------- | --------------------------------- | --------------------------------- | ------------------------------------------------------------------------ | -------------------------------------------------------------------------------------- | ------------------------------------------------------------------------- | ----------------- |
| 2. Lillehammer Triple                                                        |                                   |                                   |                                   |                                                                          |                                                                                        |                                                                           |                   |
| 30.11.2018                                                                   | Lillehammer                       | Lysgårdsbakken HS98               | Nacht                             | Juliane Seyfarth                                                         | Maren Lundby                                                                           | Sara Takanashi                                                            | Juliane Seyfarth  |
| 01.12.2018                                                                   | Lillehammer                       | Lysgårdsbakken HS98               | Nacht                             | Lidija Jakowlewa                                                         | Maren Lundby                                                                           | Ema Klinec                                                                | Maren Lundby      |
| 02.12.2018                                                                   | Lillehammer                       | Lysgårdsbakken HS138              |                                   | Katharina Althaus                                                        | Ramona Straub                                                                          | Daniela Iraschko-Stolz                                                    | Katharina Althaus |
| Lillehammer-Triple-Gesamtwertung:                                            | Lillehammer-Triple-Gesamtwertung: | Lillehammer-Triple-Gesamtwertung: | Lillehammer-Triple-Gesamtwertung: | Katharina Althaus                                                        | Juliane Seyfarth                                                                       | Ramona Straub                                                             | Katharina Althaus |
| 08.12.2018                                                                   | Titisee-Neustadt                  | Hochfirstschanze HS142            |                                   | Wettkampf wegen Schneemangels abgesagt                                   | Wettkampf wegen Schneemangels abgesagt                                                 | Wettkampf wegen Schneemangels abgesagt                                    | Katharina Althaus |
| 15.12.2018                                                                   | Prémanon                          | Les Tuffes HS90                   |                                   | Katharina Althaus                                                        | Sara Takanashi                                                                         | Ema Klinec                                                                | Katharina Althaus |
| 16.12.2018                                                                   | Prémanon                          | Les Tuffes HS90                   |                                   | Katharina Althaus                                                        | Maren Lundby                                                                           | Sara Takanashi                                                            | Katharina Althaus |
| 12.01.2019                                                                   | Sapporo                           | Ōkurayama-Schanze HS137           | Nacht                             | Daniela Iraschko-Stolz                                                   | Juliane Seyfarth                                                                       | Maren Lundby                                                              | Katharina Althaus |
| 13.01.2019                                                                   | Sapporo                           | Ōkurayama-Schanze HS137           |                                   | Maren Lundby                                                             | Katharina Althaus                                                                      | Juliane Seyfarth                                                          | Katharina Althaus |
| 18.01.2019                                                                   | Yamagata                          | Zaō-Schanze HS102                 | Nacht                             | Daniela Iraschko-Stolz                                                   | Sara Takanashi                                                                         | Katharina Althaus                                                         | Katharina Althaus |
| 19.01.2019                                                                   | Yamagata                          | Zaō-Schanze HS102                 | Team Nacht                        | DeutschlandJuliane Seyfarth Ramona Straub Carina Vogt Katharina Althaus  | ÖsterreichJacqueline Seifriedsberger Eva Pinkelnig Chiara Hölzl Daniela Iraschko-Stolz | JapanYūki Itō Yūka Setō Kaori Iwabuchi Sara Takanashi                     | Katharina Althaus |
| 20.01.2019                                                                   | Yamagata                          | Zaō-Schanze HS102                 | Nacht                             | Maren Lundby                                                             | Anna Odine Ström                                                                       | Carina Vogt                                                               | Katharina Althaus |
| 26.01.2019                                                                   | Râșnov                            | Trambulina Valea Cărbunării HS97  |                                   | Maren Lundby                                                             | Katharina Althaus                                                                      | Sara Takanashi                                                            | Katharina Althaus |
| 27.01.2019                                                                   | Râșnov                            | Trambulina Valea Cărbunării HS97  |                                   | Maren Lundby                                                             | Carina Vogt                                                                            | Juliane Seyfarth                                                          | Maren Lundby      |
| 02.02.2019                                                                   | Hinzenbach                        | Aigner-Schanze HS90               |                                   | Maren Lundby                                                             | Juliane Seyfarth                                                                       | Katharina Althaus                                                         | Maren Lundby      |
| 03.02.2019                                                                   | Hinzenbach                        | Aigner-Schanze HS90               |                                   | Maren Lundby                                                             | Sara Takanashi                                                                         | Katharina Althaus                                                         | Maren Lundby      |
| 08.02.2019                                                                   | Ljubno                            | Logarska dolina HS94              |                                   | Maren Lundby                                                             | Sara Takanashi                                                                         | Urša Bogataj                                                              | Maren Lundby      |
| 09.02.2019                                                                   | Ljubno                            | Logarska dolina HS94              | Team                              | DeutschlandCarina Vogt Anna Rupprecht Juliane Seyfarth Katharina Althaus | SlowenienJerneja Brecl Špela Rogelj Nika Križnar Urša Bogataj                          | ÖsterreichJacqueline Seifriedsberger Lisa Eder Chiara Hölzl Eva Pinkelnig | Maren Lundby      |
| 10.02.2019                                                                   | Ljubno                            | Logarska dolina HS94              |                                   | Sara Takanashi                                                           | Maren Lundby                                                                           | Juliane Seyfarth                                                          | Maren Lundby      |
| 16.02.2019                                                                   | Oberstdorf                        | Schattenbergschanze HS137         |                                   | Maren Lundby                                                             | Katharina Althaus                                                                      | Urša Bogataj                                                              | Maren Lundby      |
| 17.02.2019                                                                   | Oberstdorf                        | Schattenbergschanze HS137         |                                   | Maren Lundby                                                             | Juliane Seyfarth                                                                       | Sara Takanashi                                                            | Maren Lundby      |
| 19. Februar bis 3. März 2019 52. Nordische Skiweltmeisterschaften in Seefeld |                                   |                                   |                                   |                                                                          |                                                                                        |                                                                           | Maren Lundby      |
| 3. Raw Air                                                                   |                                   |                                   |                                   |                                                                          |                                                                                        |                                                                           | Maren Lundby      |
| 10.03.2019                                                                   | Oslo                              | Holmenkollbakken HS134            |                                   | Daniela Iraschko-Stolz                                                   | Juliane Seyfarth                                                                       | Katharina Althaus                                                         | Maren Lundby      |
| 12.03.2019                                                                   | Lillehammer                       | Lysgårdsbakken HS138              | Nacht                             | Maren Lundby                                                             | Katharina Althaus                                                                      | Eva Pinkelnig                                                             | Maren Lundby      |
| 14.03.2019                                                                   | Trondheim                         | Granåsen HS140                    |                                   | Maren Lundby                                                             | Juliane Seyfarth                                                                       | Eva Pinkelnig                                                             | Maren Lundby      |
| Raw-Air-Gesamtwertung:                                                       | Raw-Air-Gesamtwertung:            | Raw-Air-Gesamtwertung:            | Raw-Air-Gesamtwertung:            | Maren Lundby                                                             | Katharina Althaus                                                                      | Juliane Seyfarth                                                          | Maren Lundby      |
| 1. Blue Bird Tour                                                            |                                   |                                   |                                   |                                                                          |                                                                                        |                                                                           | Maren Lundby      |
| 16.03.2019                                                                   | Nischni Tagil                     | Tramplin Stork HS97               | Nacht                             | Juliane Seyfarth                                                         | Maren Lundby                                                                           | Anna Odine Strøm                                                          | Maren Lundby      |
| 17.03.2019                                                                   | Nischni Tagil                     | Tramplin Stork HS97               | Nacht                             | Juliane Seyfarth                                                         | Maren Lundby                                                                           | Katharina Althaus                                                         | Maren Lundby      |
| 23.03.2019                                                                   | Tschaikowski                      | Sneschinka HS102                  |                                   | Juliane Seyfarth                                                         | Katharina Althaus                                                                      | Sara Takanashi                                                            | Maren Lundby      |
| 24.03.2019                                                                   | Tschaikowski                      | Sneschinka HS140                  |                                   | Maren Lundby                                                             | Juliane Seyfarth                                                                       | Nika Križnar                                                              | Maren Lundby      |
| Blue-Bird-Tour-Gesamtwertung:                                                | Blue-Bird-Tour-Gesamtwertung:     | Blue-Bird-Tour-Gesamtwertung:     | Blue-Bird-Tour-Gesamtwertung:     | Juliane Seyfarth                                                         | Maren Lundby                                                                           | Katharina Althaus                                                         | Maren Lundby      |

### Einzelergebnisse
| Rang        | Athlet                     | Lillehammer Triple | Lillehammer Triple | Lillehammer Triple |            |            |       |       |       |       |          |          |            |            |           |           |             |             | Raw Air  | Raw Air  | Raw Air  | Blue Bird Tour | Blue Bird Tour | Blue Bird Tour | Blue Bird Tour | Punkte |
| ----------- | -------------------------- | ------------------ | ------------------ | ------------------ | ---------- | ---------- | ----- | ----- | ----- | ----- | -------- | -------- | ---------- | ---------- | --------- | --------- | ----------- | ----------- | -------- | -------- | -------- | -------------- | -------------- | -------------- | -------------- | ------ |
| Rang        | Athlet                     | Norwegen           | Norwegen           | Norwegen           | Frankreich | Frankreich | Japan | Japan | Japan | Japan | Rumänien | Rumänien | Osterreich | Osterreich | Slowenien | Slowenien | Deutschland | Deutschland | Norwegen | Norwegen | Norwegen | Russland       | Russland       | Russland       | Russland       | Punkte |
| 01          | Maren Lundby               | 2                  | 2                  | 22                 | 9          | 2          | 3     | 1     | 4     | 1     | 1        | 1        | 1          | 1          | 1         | 2         | 1           | 1           | 5        | 1        | 1        | 2              | 2              | 7              | 1              | 1909   |
| 02          | Katharina Althaus          | 4                  | 4                  | 1                  | 1          | 1          | 4     | 2     | 3     | 8     | 2        | 4        | 3          | 3          | 4         | 10        | 2           | 4           | 3        | 2        | 5        | 4              | 3              | 2              | 5              | 1493   |
| 03          | Juliane Seyfarth           | 1                  | 5                  | 8                  | 16         | 11         | 2     | 3     | 8     | 18    | 4        | 3        | 2          | 4          | 5         | 3         | 6           | 2           | 2        | 5        | 2        | 1              | 1              | 1              | 2              | 1451   |
| 04          | Sara Takanashi             | 3                  | DSQ                | 11                 | 2          | 3          | 11    | 8     | 2     | 6     | 3        | 7        | 4          | 2          | 2         | 1         | 4           | 3           | 4        | 14       | 6        | 9              | 5              | 3              | 8              | 1190   |
| 05          | Nika Križnar               | 13                 | 7                  | 10                 | 5          | 7          | 14    | 12    | 5     | 12    | 5        | 5        | 5          | 12         | 6         | 4         | 18          | 8           | 8        | 6        | 8        | 16             | 4              | 6              | 3              | 826    |
| 06          | Eva Pinkelnig              | 7                  | 10                 | 4                  | 18         | 12         | 5     | 4     | 12    | 4     | 9        | 4        | 17         | 10         | 7         | 13        | 12          | 6           | 11       | 3        | 3        | 5              | 8              | 9              | 11             | 825    |
| 07          | Anna Odine Strøm           | 10                 | 11                 | 12                 | 26         | 9          | 9     | 7     | 7     | 2     | 6        | 10       | 7          | 9          | 10        | 15        | 10          | 14          | 9        | 9        | 10       | 3              | 9              | 10             | 17             | 717    |
| 08          | Daniela Iraschko-Stolz     | 11                 | 6                  | 3                  | DSQ        | 5          | 1     | 5     | 1     | 5     | 14       | 11       |            |            |           |           |             |             | 1        | 4        | 4        |                |                |                |                | 701    |
| 09          | Carina Vogt                | 5                  | 15                 | 7                  | 7          | 15         | 8     | 11    | 13    | 3     | 8        | 2        | 6          | 6          | 9         | 12        | 8           | 7           | 18       | 22       | 17       | 21             | 23             | 17             | 12             | 686    |
| 10          | Chiara Hölzl               | 15                 | 21                 | 39                 | 11         | 22         | 10    | 14    | 11    | 14    | 7        | 9        | 10         | 5          | 11        | 11        | 5           | 11          | 6        | 18       | 7        | 7              | 7              | 5              | 6              | 644    |
| 11          | Urša Bogataj               | 12                 | 12                 | 20                 | 6          | 9          | 17    | 16    | 10    | 16    | 12       | 14       | 9          | 17         | 3         | 9         | 3           | 9           | 15       | 18       | 14       | 11             | 6              | 8              | 9              | 627    |
| 12          | Yūki Itō                   | 14                 | 18                 | 9                  | 10         | 18         | 6     | 10    | 9     | 11    |          |          | 15         | 8          | 12        | 16        | 11          | 5           | 10       | 8        | 9        | 8              | 10             | 14             | 7              | 571    |
| 13          | Lidija Jakowlewa           | 8                  | 1                  | 6                  | 4          | 6          | 27    | 18    | 6     | 10    |          |          | 7          | 14         | 8         | 5         | DSQ         | 21          | 30       | 27       | 43       | 22             | 24             | 31             | 29             | 509    |
| 14          | Ramona Straub              | 6                  | 12                 | 2                  | 17         | 21         | 7     | 6     | 17    | 9     | 15       | 8        | 13         | 20         |           |           | 9           | 13          | 7        |          |          |                |                |                |                | 449    |
| 15          | Sofja Tichonowa            | 17                 | 16                 | 23                 | 8          | 8          | 23    | 13    | 18    | 19    | 13       | 12       | 12         | 13         | 16        | 6         | 23          | 23          | 16       | 30       | 34       | 15             | 11             | 11             | 21             | 399    |
| 16          | Silje Opseth               | 38                 | 9                  | 15                 | 22         | 19         | 18    | 19    | 23    | 20    |          |          | 14         | 16         | 22        | 22        | 7           | 10          | 17       | 7        | 12       | 13             | 13             | 13             | 10             | 381    |
| 17          | Jacqueline Seifriedsberger | 29                 | 38                 | 13                 | 15         | 17         | 22    | 25    | 21    | 27    | 11       | 13       | 22         | 23         | 13        | 20        | 16          | 20          | 21       | 34       | 18       | 12             | 15             | 4              | 4              | 360    |
| 18          | Lara Malsiner              | 16                 | 14                 |                    | 12         | 13         | 29    | 21    |       |       |          |          | 18         | 7          | 15        | 7         | 14          | 12          | 20       | 11       | 15       | 6              | 17             | 18             | 18             | 359    |
| 19          | Alexandra Kustowa          | 22                 | 23                 | 5                  | 28         | 28         | 31    | 20    | 14    | 7     | 14       | 17       | 36         | 11         | 20        | 8         | 36          | 26          | 23       | 13       | 11       | 14             | 14             | 19             | 19             | 346    |
| 20          | Nozomi Maruyama            |                    | 29                 | 25                 | 23         | 23         | 15    | 17    | 24    | 29    | 18       | 16       | 11         | 22         | 18        | 35        | 13          | 17          | 14       | 23       | 19       | 19             | 12             | 12             | 14             | 283    |
| 21          | Špela Rogelj               | 30                 |                    | 26                 | 12         | 16         | 30    | 27    | 16    | 35    | 21       | 18       | 24         | 18         | 14        | 37        | 21          | 16          | 13       | 39       | 24       | 17             | 16             | 15             | 24             | 228    |
| 22          | Yūka Setō                  | 8                  | 30                 |                    | 33         | 26         | 13    |       | 19    | 13    |          |          | 26         | 26         | 21        | 28        | 17          | 24          | 12       | 25       | 21       | 24             | 18             | 21             | 16             | 217    |
| 23          | Elena Runggaldier          | 18                 | 28                 | 21                 | 37         | 38         | 12    | 9     | 31    | 15    | 23       | 22       |            |            |           | 18        | 26          | 25          | 36       | 10       | 16       | 28             | 25             | 16             | 15             | 215    |
| 24          | Ema Klinec                 | 9                  | 3                  | 16                 | 3          | 4          |       |       |       |       |          |          |            |            |           |           |             |             |          |          |          |                |                |                |                | 214    |
| 25          | Anna Rupprecht             | 24                 | 27                 | 33                 | 21         | 14         | 25    | 15    | 22    | 17    | 10       | 15       | 16         | 15         | 19        | 17        | 24          | 19          | 24       |          |          |                |                |                |                | 209    |
| 26          | Jerneja Brecl              | 31                 | 24                 | 19                 | 35         | 35         | 16    | 26    |       |       |          |          | 21         | 25         | 24        | 14        | 20          | 15          | 19       | 12       | 25       | 35             | 20             | 22             | 13             | 187    |
| 27          | Kaori Iwabuchi             | 19                 | 19                 | 29                 | 19         | 27         | 19    | 24    | 15    | 22    |          |          | 23         | 32         |           | 39        | 19          | 22          | 29       | 26       | 26       | 34             | 27             | 32             | 20             | 142    |
| 28          | Lucile Morat               | 21                 | 22                 | 18                 | 14         | 24         | 39    | 28    | 20    | 26    |          |          | 29         | 27         | 31        | 36        |             |             | 35       | 32       | 32       | 27             | 22             | 26             | 26             | 105    |
| 29          | Julia Kykkaenen            |                    |                    | 35                 | 35         | 27         | 21    | 29    | 27    | 23    | 26       | 23       | 20         | 28         | 26        | 27        | 33          | 36          | 22       | 24       | 20       | 25             | 29             | 29             | 28             | 104    |
| 30          | Joséphine Pagnier          |                    |                    |                    | 30         | 31         |       |       |       |       |          |          |            | 24         | 23        | 19        | DSQ         | 28          | 34       | 15       | 13       | 20             | DSQ            | 23             | 23             | 94     |
| 31          | Léa Lemare                 | 23                 | 20                 | 14                 | 29         | 34         | 24    | 22    | 25    | 24    | 24       | 19       | 25         | 34         |           | 41        |             |             |          |          |          |                |                |                |                | 93     |
| 31          | Daniela Haralambie         |                    | 17                 | 31                 | 31         | 20         | 40    | 35    | 38    | 34    | 25       | 21       | 32         | 31         | 29        | 38        | 32          | 31          | 33       | 16       | 27       | 23             | 21             | 24             | 25             | 93     |
| 33          | Anna Schpynjowa            | 36                 | 37                 | 32                 |            |            |       |       |       |       |          |          |            |            | 17        | 24        | 15          | 38          |          |          |          | 10             | 19             | 27             | 22             | 88     |
| 34          | Svenja Würth               |                    |                    |                    |            |            |       |       |       |       |          |          | 19         | 21         | 27        | 31        | 22          | 18          | 26       | 20       | 28       | 26             | 26             | 25             | 27             | 87     |
| 35          | Maja Vtič                  | 20                 | 26                 | 34                 |            | 29         | 32    | 23    | 35    | 33    | 19       | 20       | 30         | 19         |           | 32        | 27          | 30          | 39       | 38       | 30       | 29             | 30             | 28             | 30             | 75     |
| 36          | Li Xueyao                  | 28                 | 34                 | 38                 | 24         | 24         | 20    | 30    | 26    | 37    | 17       | 24       | 32         | 29         |           |           |             |             |          |          |          |                |                |                |                | 57     |
| 37          | Katra Komar                |                    |                    |                    |            |            | 33    | 36    |       |       |          |          | 35         | 30         | 25        | 21        | 31          | 27          | 17       | 22       |          |                |                |                |                | 44     |
| 38          | Pauline Heßler             | 25                 | 25                 | 24                 | 32         |            | 37    | 31    | 33    | 31    | 22       | 26       |            |            | 28        | 34        | 37          | 39          |          |          |          |                |                |                |                | 36     |
| 38          | Ingebjørg Saglien Bråten   | 27                 | 31                 | 17                 |            |            |       |       | 45    | 41    |          |          |            |            | 36        | DSQ       | 35          | 35          | 40       | 21       | 23       |                | 34             | 37             |                | 36     |
| 40          | Nita Englund               | 38                 | 30                 |                    |            | 40         | 38    | 33    | 30    | 21    | 20       | DSQ      | 28         | 35         | 33        | 29        |             |             | 37       | 31       | 29       | 30             | 33             | 33             |                | 31     |
| 41          | Xenija Kablukowa           | 34                 | 36                 | 27                 |            |            | 34    | 34    | 36    | 28    | 28       | 25       | 40         | 39         |           | 23        | 29          | 37          | 32       | 36       | 39       | 32             | 28             | 30             |                | 30     |
| 42          | Irina Awwakumowa           |                    |                    |                    |            |            |       |       |       |       | 29       | 28       |            |            |           |           |             |             |          |          |          | 18             | DSQ            | 20             |                | 29     |
| 43          | Océane Avocat Gros         | 26                 | 32                 |                    |            | 33         | 35    | 37    | 37    | 25    | 27       | 29       | 27         | 33         | 37        | 33        | 29          | 40          | 34       |          |          | 33             | 31             | 34             |                | 22     |
| 44          | Lisa Eder                  |                    |                    |                    | 20         | 30         |       |       |       |       |          |          |            | 37         | 32        | 43        |             |             |          |          |          |                |                |                |                | 12     |
| 45          | Julia Clair                | 33                 | 33                 | 28                 |            | 25         |       |       |       |       |          |          |            |            |           |           |             |             |          |          |          |                |                |                |                | 9      |
| 45          | Kamila Karpiel             |                    |                    | 40                 |            |            |       |       |       |       |          |          |            | 36         | 30        | 26        |             |             | 37       | 28       | 33       |                |                |                |                | 9      |
| 47          | Misaki Shigeno             |                    |                    |                    |            |            | 27    |       | 28    | 30    |          |          |            |            |           |           |             |             |          |          |          |                |                |                |                | 8      |
| Kinga Rajda |                            |                    |                    |                    |            |            | 34    |       |       |       |          | 31       |            | 40         | 25        |           |             | 44          | 29       | 36       |          |                |                |                | 8              |        |
| 49          | Agnes Reisch               |                    |                    |                    |            |            |       |       |       |       |          |          |            |            |           |           | 25          | 32          |          |          |          |                |                |                |                | 6      |
| 49          | Karolína Indráčková        |                    |                    | 37                 |            | 36         |       |       |       |       |          |          | 39         |            | 42        | 38        | 36          | 29          | 27       | 33       | 31       |                |                |                |                | 6      |
| 49          | Stepanka Ptackova          |                    |                    |                    |            |            |       |       |       |       |          |          |            |            |           |           |             | 33          | 25       | 37       | DSQ      |                |                |                |                | 6      |
| 52          | Haruka Iwasa               | 32                 | 39                 |                    | 36         | 37         | 26    | 32    | 34    |       |          |          |            |            |           |           |             |             |          |          |          |                |                |                |                | 5      |
| 53          | Natalie Eilers             |                    |                    |                    |            |            |       |       |       |       | 31       | 27       |            |            |           | 52        |             |             |          |          |          |                |                |                |                | 4      |
| 54          | Selina Freitag             |                    |                    |                    |            |            |       |       |       |       |          |          |            |            |           |           | 28          | 34          |          |          |          |                |                |                |                | 3      |
| 54          | Shihori Ōi                 |                    |                    |                    |            |            | 32    |       |       | 36    |          |          |            |            |           |           |             |             | 28       | 40       | 37       |                |                |                |                | 3      |
| 56          | Alexandra Baranzewa        |                    | 35                 | 36                 | DSQ        | 36         |       | 38    | 29    | 32    |          |          |            |            | 39        | DSQ       |             |             |          |          |          | 36             |                | 36             |                | 2      |
| 56          | Nina Lussi                 |                    |                    |                    |            |            |       |       | 39    | 36    | 30       | 30       |            |            |           | 47        |             |             | 42       | 41       | 41       | 37             | 32             | 39             |                | 2      |
| 58          | Zdeňka Pešatová            |                    |                    |                    |            |            |       |       |       |       |          |          | 34         |            | 34        | 30        | 37          | 38          | 31       | 44       | 35       |                |                |                |                | 1      |
| Rang        | Athlet                     | Norwegen           | Norwegen           | Norwegen           | Frankreich | Frankreich | Japan | Japan | Japan | Japan | Rumänien | Rumänien | Osterreich | Osterreich | Slowenien | Slowenien | Deutschland | Deutschland | Norwegen | Norwegen | Norwegen | Russland       | Russland       | Russland       | Russland       | Punkte |
| Rang        | Athlet                     | Lillehammer Triple | Lillehammer Triple | Lillehammer Triple |            |            |       |       |       |       |          |          |            |            |           |           |             |             | Raw Air  | Raw Air  | Raw Air  | Blue Bird Tour | Blue Bird Tour | Blue Bird Tour | Blue Bird Tour | Punkte |

Legende
| Farbe | Farbe                                 | Farbe | Bedeutung                  |
| ----- | ------------------------------------- | ----- | -------------------------- |
| 1     | 2                                     | 3     | Erster / Zweiter / Dritter |
| XX    | Platz 4 bis 30 – Weltcuppunkte        |       |                            |
| XX    | Platz 31 bis 50 – keine Weltcuppunkte |       |                            |
| DSQ   | Disqualifiziert                       |       |                            |

### Wertungen
| Rang | Name                       | Punkte |
| ---- | -------------------------- | ------ |
| 01.  | Maren Lundby               | 1909   |
| 02.  | Katharina Althaus          | 1493   |
| 03.  | Juliane Seyfarth           | 1451   |
| 04.  | Sara Takanashi             | 1190   |
| 05.  | Nika Križnar               | 0826   |
| 06.  | Eva Pinkelnig              | 0825   |
| 07.  | Anna Odine Strøm           | 0717   |
| 08.  | Daniela Iraschko-Stolz     | 0701   |
| 09.  | Carina Vogt                | 0686   |
| 10.  | Chiara Hölzl               | 0644   |
| 11.  | Urša Bogataj               | 0627   |
| 12.  | Yūki Itō                   | 0571   |
| 13.  | Lidija Jakowlewa           | 0509   |
| 14.  | Ramona Straub              | 0449   |
| 15.  | Sofja Tichonowa            | 0399   |
| 16.  | Silje Opseth               | 0381   |
| 17.  | Jacqueline Seifriedsberger | 0360   |
| 18.  | Lara Malsiner              | 0359   |
| 19.  | Alexandra Kustowa          | 0346   |
| 20.  | Nozomi Maruyama            | 0283   |

| Rang | Name                     | Punkte |
| ---- | ------------------------ | ------ |
| 21.  | Špela Rogelj             | 0228   |
| 22.  | Yūka Setō                | 0217   |
| 23.  | Elena Runggaldier        | 0215   |
| 24.  | Ema Klinec               | 0214   |
| 25.  | Anna Rupprecht           | 0209   |
| 26.  | Jerneja Brecl            | 0187   |
| 27.  | Kaori Iwabuchi           | 0142   |
| 28.  | Lucile Morat             | 0105   |
| 29.  | Julia Kykkänen           | 0104   |
| 30.  | Joséphine Pagnier        | 0094   |
| 31.  | Léa Lemare               | 0093   |
|      | Daniela Haralambie       | 0093   |
| 33.  | Anna Schpynjowa          | 0088   |
| 34.  | Svenja Würth             | 0087   |
| 35.  | Maja Vtič                | 0075   |
| 36.  | Li Xueyao                | 0057   |
| 37.  | Katra Komar              | 0044   |
| 38.  | Pauline Heßler           | 0036   |
|      | Ingebjørg Saglien Bråten | 0036   |

| Rang | Name                | Punkte |
| ---- | ------------------- | ------ |
| 40.  | Nita Englund        | 0031   |
| 41.  | Xenija Kablukowa    | 0030   |
| 42.  | Irina Awwakumowa    | 0029   |
| 43.  | Océane Avocat Gros  | 0022   |
| 44.  | Lisa Eder           | 0012   |
| 45.  | Julia Clair         | 0009   |
|      | Kamila Karpiel      | 0009   |
| 47.  | Misaki Shigeno      | 0008   |
|      | Kinga Rajda         | 0008   |
| 49.  | Karolína Indráčková | 0006   |
|      | Štěpánka Ptáčková   | 0006   |
|      | Agnes Reisch        | 0006   |
| 52.  | Haruka Iwasa        | 0005   |
| 53.  | Natalie Eilers      | 0004   |
| 54.  | Selina Freitag      | 0003   |
|      | Shihori Ōi          | 0003   |
| 56.  | Alexandra Baranzewa | 0002   |
|      | Nina Lussi          | 0002   |
| 58.  | Zdeňka Pešatová     | 0001   |

| Endstand nach 26 Wettbewerben |                     |        |
| \| Rang \| Name \| Punkte \| \| ---- \| ------------------- \| ------ \| \| 01. \| Deutschland \| 5220 \| \| 02. \| Norwegen \| 3443 \| \| 03. \| Österreich \| 3192 \| \| 04. \| Japan \| 2969 \| \| 05. \| Slowenien \| 2751 \| \| 06. \| Russland \| 1753 \| \| 07. \| Italien \| 0624 \| \| 08. \| Frankreich \| 0423 \| \| 09. \| Vereinigte Staaten \| 0133 \| \| 10. \| Volksrepublik China \| 0107 \| \| 11. \| Finnland \| 0104 \| \| 12. \| Rumänien \| 0093 \| \| 13. \| Polen \| 0017 \| \| 14. \| Tschechien \| 0013 \| \| 15. \| Kanada \| 0004 \| |                     |        |
| Rang | Name                | Punkte |
| 01. | Deutschland         | 5220   |
| 02. | Norwegen            | 3443   |
| 03. | Österreich          | 3192   |
| 04. | Japan               | 2969   |
| 05. | Slowenien           | 2751   |
| 06. | Russland            | 1753   |
| 07. | Italien             | 0624   |
| 08. | Frankreich          | 0423   |
| 09. | Vereinigte Staaten  | 0133   |
| 10. | Volksrepublik China | 0107   |
| 11. | Finnland            | 0104   |
| 12. | Rumänien            | 0093   |
| 13. | Polen               | 0017   |
| 14. | Tschechien          | 0013   |
| 15. | Kanada              | 0004   |

## Mixed-Team
Ursprünglich war geplant, am 8. Dezember in Titisee-Neustadt zum ersten Mal ein Mixed-Team-Springen auf einer Großschanze abzuhalten, dieses wurde später jedoch aufgrund von finanziellen Einsparungen durch ein Herren-Teamspringen ersetzt.

## Kader

### Herren

#### Deutschland
Der DSV gab im Mai 2018 seine Kadereinteilung für die Saison 2018/19 bekannt. Demnach wurden insgesamt 47 Skispringer auf vier Lehrgangsgruppen aufgeteilt:
| Name                |
| ------------------- |
| Markus Eisenbichler |
| Andreas Wellinger   |
| Richard Freitag     |
| Severin Freund      |
| Karl Geiger         |
| Stephan Leyhe       |
| Pius Paschke        |
| Constantin Schmid   |

| Name           |
| -------------- |
| David Siegel   |
| Andreas Wank   |
| Marinus Kraus  |
| Moritz Baer    |
| Tim Fuchs      |
| Martin Hamann  |
| Felix Hoffmann |
| Cedrik Weigel  |
| Justin Lisso   |
| Luca Roth      |

| Name             |
| ---------------- |
| Niclas Heumann   |
| Justin Weigel    |
| Max Goller       |
| Kilian Märkl     |
| Philipp Raimund  |
| Lennart Weigel   |
| Tom Gerisch      |
| Claudio Haas     |
| Quirin Modricker |

| Name               |
| ------------------ |
| Finn Braun         |
| Leif Bricke        |
| Luca Geyer         |
| Tim Hettich        |
| Eric Hoyer         |
| Simon Spiewok      |
| Nick Dittrich      |
| Philip Fries       |
| Aeneas Frisch      |
| Justus Grundmann   |
| Emanuel Schmid     |
| Sebastian Schwarz  |
| Simon Steinbeisser |
| Alexander Angerer  |
| Lennart Barthmann  |
| Ben Bayer          |
| Jannik Faisst      |
| Lucas Heumann      |
| Nils Raumer        |
| Adrien Tittel      |

- Cheftrainer: Werner Schuster, Assistenten: Jens Deimel, Roar Ljøkelsøy und Christian Winkler

#### Österreich
Nach einer eher erfolglosen Saison 2017/18 trat Cheftrainer Heinz Kuttin zurück. Der vorherige Damen-Cheftrainer Andreas Felder übernahm seinen Posten.
Der ÖSV teilte für die Saison 2018/19 insgesamt 29 Skispringer in vier Kader ein:
| Name           |
| -------------- |
| Stefan Kraft   |
| Manuel Fettner |
| Andreas Kofler |

| Name                  |
| --------------------- |
| Clemens Aigner        |
| Florian Altenburger   |
| Philipp Aschenwald    |
| Michael Hayböck       |
| Daniel Huber          |
| Manuel Poppinger      |
| Gregor Schlierenzauer |

| Name               |
| ------------------ |
| Jan Hörl           |
| Stefan Huber       |
| Clemens Leitner    |
| Maximilian Lienher |
| Markus Rupitsch    |
| Mika Schwann       |
| Ulrich Wohlgenannt |

| Name                 |
| -------------------- |
| Xaver Aigner         |
| Niklas Bachlinger    |
| David Haagen         |
| Hannes Landerer      |
| Elias Maurer         |
| Valentin Praun       |
| Stefan Rainer        |
| Peter Resinger       |
| Noah Valtiner        |
| Noah Widhölzl        |
| Julian Wienerroither |
| Marco Wörgötter      |

- Cheftrainer: Andreas Felder

#### Schweiz
Mitte April 2018 gab der Schweizer Skiverband seine Kadereinteilung für die neue Saison bekannt. Dabei erhielt mit Simon Ammann dieses Jahr wieder ein Athlet den Nationalmannschafts-Status, nachdem dieser in der vorherigen Saison noch im A-Kader gewesen war.
| Name         |
| ------------ |
| Simon Ammann |

| Name               |
| ------------------ |
| Gregor Deschwanden |

| Name             |
| ---------------- |
| Luca Egloff      |
| Sandro Hauswirth |
| Gabriel Karlen   |
| Killian Peier    |
| Dominik Peter    |
| Andreas Schuler  |

| Name         |
| ------------ |
| Olan Lacroix |

- Cheftrainer: Ronny Hornschuh

#### Norwegen
Der norwegische Skiverband gab Anfang Mai 2018 die Weltcupmannschaft für die neue Saison 2018/19 bekannt:
| Name                  |
| --------------------- |
| Daniel-André Tande    |
| Johann André Forfang  |
| Andreas Stjernen      |
| Robert Johansson      |
| Anders Fannemel       |
| Kenneth Gangnes       |
| Halvor Egner Granerud |

- Cheftrainer: Alexander Stöckl

#### Polen
Der polnische Skiverband verlängerte nach einer erfolgreichen Saison 2017/18 den Vertrag mit Cheftrainer Stefan Horngacher um mindestens ein Jahr.
Für die polnischen Kader der Saison 2018/19 wurden folgende Athleten nominiert:
| Name          |
| ------------- |
| Kamil Stoch   |
| Maciej Kot    |
| Piotr Żyła    |
| Dawid Kubacki |
| Stefan Hula   |
| Jakub Wolny   |

| Name                 |
| -------------------- |
| Tomasz Pilch         |
| Bartosz Czyż         |
| Paweł Wąsek          |
| Aleksander Zniszczoł |
| Klemens Murańka      |
| Przemysław Kantyka   |

| Name             |
| ---------------- |
| Kacper Juroszek  |
| Karol Niemczyk   |
| Damian Skupień   |
| Mateusz Gruszka  |
| Szymon Pawłowski |
| Szymon Jojko     |
| Kacper Stosel    |

- Cheftrainer: Stefan Horngacher, Assistenten: Grzegorz Sobczyk und Zbigniew Klimowski, Technik-Trainer: Michal Doležal
- Trainer B-Kader: Maciej Maciusiak, Radek Žídek und Daniel Kwiatkowski

#### Slowenien
Cheftrainer Goran Janus wurde nach einer für Slowenien enttäuschenden Saison 2017/18 entlassen und übernahm den Posten des Sportdirektors; Gorazd Bertoncelj wurde sein Nachfolger als Cheftrainer.
| Name          |
| ------------- |
| Peter Prevc   |
| Domen Prevc   |
| Jernej Damjan |
| Tilen Bartol  |
| Anže Semenič  |

| Name          |
| ------------- |
| Timi Zajc     |
| Žiga Jelar    |
| Bor Pavlovčič |
| Anže Lanišek  |

- Cheftrainer: Gorazd Bertoncelj, Trainer A-Kader Junioren: Jani Grilc

#### Japan
Tomoharu Yokokawa hörte nach acht Jahren als Cheftrainer der japanischen Mannschaft auf. Er wurde Assistent von Chiharu Saito als Leiter des Gesamtbereichs Ski Nordisch im japanischen Ski-Verband. Yokokawas bisheriger Assistent Hideharu Miyahira wurde neuer Cheftrainer.

#### Tschechien
David Jiroutek übernahm den Posten des Cheftrainers von Richard Schallert, nachdem Tschechien in einer erfolglosen Saison 2017/18 insgesamt nur 95 Weltcuppunkte geholt hatte. Jakub Janda, der in der vorherigen Saison seine Skisprungkarriere beendet hatte und ins tschechische Parlament gewählt worden war, wurde neuer Vorsitzender des Beirates der Skisprungabteilung des Tschechischen Ski-Verbandes.

#### Russland
Der russische Verband veröffentlichte folgende Kadereinteilung für die Saison 2018/19:
| Name                  |
| --------------------- |
| Jewgeni Klimow        |
| Denis Kornilow        |
| Michail Nasarow       |
| Dmitri Wassiljew      |
| Roman Trofimow        |
| Ilmir Chasetdinow     |
| Michail Maximotschkin |

| Name                 |
| -------------------- |
| Wladislaw Bojarinzew |
| Kirill Kotik         |
| Alexander Baschenow  |
| Nikita Towkes        |
| Sachir Dschafarow    |
| Nikolai Matawin      |

- Cheftrainer: Jewgeni Plechow, weitere Trainer: Alexander Garanin und Ilja Rosljakow

#### Finnland
Bei der finnischen Mannschaft wurde Lauri Hakola, der zuvor Assistenztrainer war, als Nachfolger von Andreas Mitter neuer Cheftrainer.
In den finnischen Kadern standen in der Saison 2018/19 folgende Athleten:
| Name             |
| ---------------- |
| Antti Aalto      |
| Eetu Nousiainen  |
| Jarkko Määttä    |
| Andreas Alamommo |

| Name            |
| --------------- |
| Kalle Heikkinen |
| Henri Kavilo    |
| Niko Kytösaho   |
| Niko Löytäinen  |
| 5. Skispringer  |

Janne Ahonen und Ville Larinto sind nicht mehr dabei.

#### Frankreich
Mit dem Ende der Saison 2017/18 beendeten Cheftrainer Gérard Colin und sein Assistent Robert Treitinger ihre Arbeit nach vier Jahren als Trainerteam der französischen Nationalmannschaft.

#### Italien
Im Juni 2018 veröffentlichte der italienische Wintersportverband FISI seine Kadereinteilung für die neue Saison. Zudem wurde bekannt gegeben, dass der ehemalige Skispringer Federico Rigoni in Zukunft die Position des technischen Direktors übernehmen wird.
| Name                |
| ------------------- |
| Sebastian Colloredo |
| Alex Insam          |
| Davide Bresadola    |

| Name            |
| --------------- |
| Federico Cecon  |
| Daniele Varesco |

- Cheftrainer: Łukasz Kruczek, Trainer A-Kader: Michael Lunardi, Trainer B-Kader: Ivan Lunardi

#### Vereinigte Staaten
Der US-amerikanische Verband USA Nordic Sports nominierte Ende Mai 2018 folgende Skispringer für die Saison 2018/19:
| Name          |
| ------------- |
| Kevin Bickner |

| Name            |
| --------------- |
| Michael Glasder |

| Name         |
| ------------ |
| Casey Larson |

#### Karriereenden
Vor der Saison:
- Ronan Lamy Chappuis[28]
- Krzysztof Biegun[29]
- Janne Ahonen[30]

Während der Saison:
- Kenneth Gangnes[31]
- Andreas Stjernen (während der Raw Air 2019)[32]
- Luca Egloff[33]

Nach der Saison:
- Robert Kranjec[34]
- Sebastian Colloredo[35]
- Tomaž Naglič[36]
- Joachim Hauer[37]
- Davide Bresadola[38]
- Andreas Kofler[39]
- Lukáš Hlava[40]
- Kento Sakuyama[41]
- Andraž Pograjc[42]
- Nejc Dežman[43]
- Andreas Wank.[44]
- Florian Altenburger

### Damen

#### Deutschland
Der DSV gab im Mai 2018 seine Kadereinteilung für die Saison 2018/19 bekannt. Demnach waren insgesamt 30 Skispringerinnen auf vier Lehrgangsgruppen aufgeteilt:
| Name              |
| ----------------- |
| Katharina Althaus |
| Juliane Seyfarth  |
| Carina Vogt       |
| Ramona Straub     |
| Svenja Würth      |
| Anna Rupprecht    |

| Name           |
| -------------- |
| Gianina Ernst  |
| Luisa Görlich  |
| Pauline Heßler |

| Name            |
| --------------- |
| Agnes Reisch    |
| Henriette Kraus |
| Arantxa Lancho  |
| Selina Freitag  |
| Jenny Nowak     |
| Sophia Maurus   |

| Name               |
| ------------------ |
| Emily Schneider    |
| Josephin Laue      |
| Maria Gerboth      |
| Alina Ihle         |
| Sandra Müller      |
| Lisa Datzmann      |
| Lilly Kübler       |
| Anni Bartl         |
| Emily Franke       |
| Emilia Görlich     |
| Anna Jäkle         |
| Marie Nähring      |
| Amelie Thannheimer |
| Michelle Göbel     |
| Cindy Haasch       |

- Cheftrainer: Andreas Bauer, Co-Trainer Lehrgangsgruppe 1a: Christian Bruder und Peter Leiner
- Trainer Lehrgangsgruppe 1b: Daniel Vogler und Catrin Schmid

#### Österreich
Bei den Damen wurde Harald Rodlauer neuer Cheftrainer als Nachfolger von Andreas Felder, der die Herren-Nationalmannschaft übernahm.
Der ÖSV nominierte für die Saison 2018/19 insgesamt zwölf Skispringerinnen in vier Kadern:
| Name                   |
| ---------------------- |
| Daniela Iraschko-Stolz |
| Chiara Hölzl           |

| Name                       |
| -------------------------- |
| Lisa Eder                  |
| Jacqueline Seifriedsberger |

| Name                |
| ------------------- |
| Julia Huber         |
| Marita Kramer       |
| Sophie Mair         |
| Eva Pinkelnig       |
| Claudia Purker      |
| Elisabeth Raudaschl |

| Name               |
| ------------------ |
| Katharina Ellmauer |
| Vanessa Moharitsch |

#### Norwegen
Der norwegische Skiverband nominierte im Mai 2018 drei Skispringerinnen in die Weltcupmannschaft für die neue Saison:
| Name             |
| ---------------- |
| Maren Lundby     |
| Silje Opseth     |
| Anna Odine Strøm |

- Cheftrainer: Christian Meyer

#### Russland
Der russische Verband veröffentlichte folgende Kadereinteilung für die Saison 2018/19:
| Name                    |
| ----------------------- |
| Irina Awwakumowa        |
| Anastassija Barannikowa |
| Sofja Tichonowa         |
| Alexandra Kustowa       |
| Alexandra Baranzewa     |
| Xenija Kablukowa        |
| Lidija Jakowlewa        |

| Name                |
| ------------------- |
| Marija Jakowlewa    |
| Anna Schpynjowa     |
| Anna Schukowa       |
| Alina Borodina      |
| Kristina Prokopjewa |

- Trainer A-Kader: Roman Kerow und Ruslan Schestoperow, Trainer B-Kader: Dmitri Tichonow und Sergei Lyssow.

#### Polen
Die folgenden Skispringerin bildeten den einzigen Damen-Kader Polens für die Saison 2018/19:
| Name           |
| -------------- |
| Kinga Rajda    |
| Anna Twardosz  |
| Kamila Karpiel |
| Joanna Kil     |

#### Italien
Im Juni 2018 veröffentlichte der italienische Wintersportverband FISI seine Kadereinteilung für die neue Saison.
| Name             |
| ---------------- |
| Lara Malsiner    |
| Manuela Malsiner |

| Name              |
| ----------------- |
| Elena Runggaldier |

- Cheftrainer: Janko Zwitter

#### Vereinigte Staaten
Der US-amerikanische Verband USA Nordic Sports nominierte Ende Mai 2018 folgende Skispringer für die Saison 2018/19:
| Name              |
| ----------------- |
| Sarah Hendrickson |
| Nita Englund      |

| Name                |
| ------------------- |
| Nina Lussi          |
| Tara Geraghty-Moats |
| Logan Sankey        |
| Samantha Macuga     |
| Annika Belshaw      |

#### China
Nachdem Heinz Kuttin nach der vergangenen Saison als Cheftrainer der österreichischen Nationalmannschaft zurückgetreten war, übernahm er zur neuen Saison 2018/19 als Trainer die chinesische Damen-Nationalmannschaft mit dem langfristigen Ziel der Vorbereitung auf die Olympischen Winterspiele 2022 in Peking.

#### Karriereenden
Karrierepause:
- Irina Awwakumowa[47]

Nach der Saison:
- Barbora Blažková[48]